# Edward Steichen

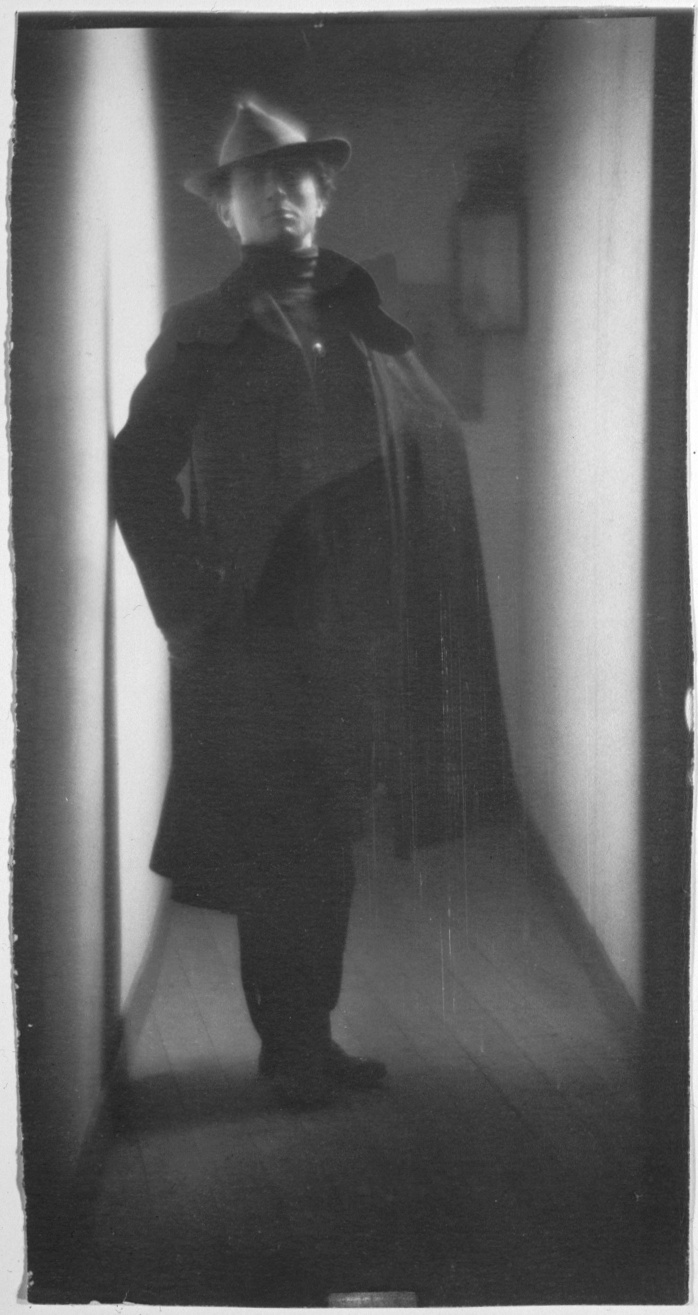
Edward Steichen, 1901 von Fred Holland Day porträtiert

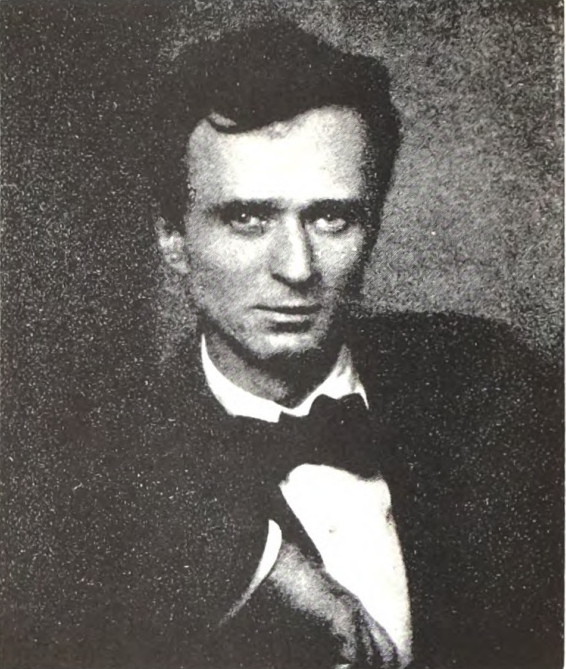
Eduard Steichen, Selbstporträt, 1923

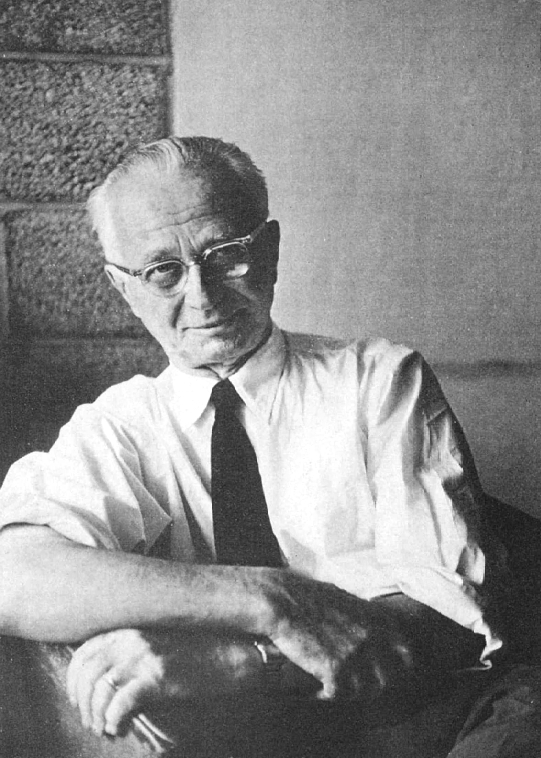
Edward Steichen, fotografiert von Jun Miki, New York, 1954

Edward Jean Steichen (* 27. März 1879 in Béiweng, Großherzogtum Luxemburg als Eduard Jean Steichen; † 25. März 1973 in West Redding, Connecticut) war ein Fotograf und Kurator, der erheblichen Einfluss auf die Entwicklung der Fotografie und den Kunsttransfer zwischen Europa und den USA in der frühen Moderne hatte. Mit The Family of Man konzipierte Steichen die einflussreichste Ausstellung in der Geschichte der Fotografie.

## Leben
Eduard Jean Steichen wurde 1879 in Béiweng in Luxemburg als erstes Kind von Marie Kemp (1854–1933) und Jean-Pierre Steichen (1854–1944) geboren. 1880 wanderte Jean-Pierre Steichen in die USA aus. Marie Steichen folgte im Januar 1881 mit ihrem Sohn. In diese Zeit fiel vermutlich auch die Anglisierung seines Vornamens zu Edward, da auch die Mutter bei der Auswanderung ihren Namen zu Mary Kemp Steichen anglisierte. Die Familie zog über Chicago weiter in die Bergbaustadt Hancock in Michigan. Als zweites Kind wurde 1883 die Tochter Lilian geboren (1883–1977). Mary Kemp Steichen arbeitete zunächst als Schneiderin und eröffnete dann ein Geschäft als Hutmacherin mit bis zu zehn Angestellten. Jean-Pierre Steichen bewirtschaftete einen Garten mit dem Anbau von Obst und Gemüse. In den Jahren 1888 bis 1894 besuchte Edward das Pio Nono College Internat in St. Francis, Wisconsin. 1889 zog die Familie nach Milwaukee um.
1903 heirateten Edward Steichen und die Musikerin Clara Smith (1875–1952). 1904 wurde die Tochter Mary (1904–1998) geboren, 1908 folgte als zweites Kind Kate Rodina (1908–1988). Das Ehepaar trennte sich 1914, die Scheidung wurde 1921 ausgesprochen. 1923 ehelichte Steichen die Schauspielerin und Fotografin Dana Desboro Glover (1894–1957). Nach Danas Tod heiratete Edward 1960 Joanna Taub (1933–2010).
Edward Steichen starb am 25. März 1973 in West Redding, Connecticut.

### Ausbildung

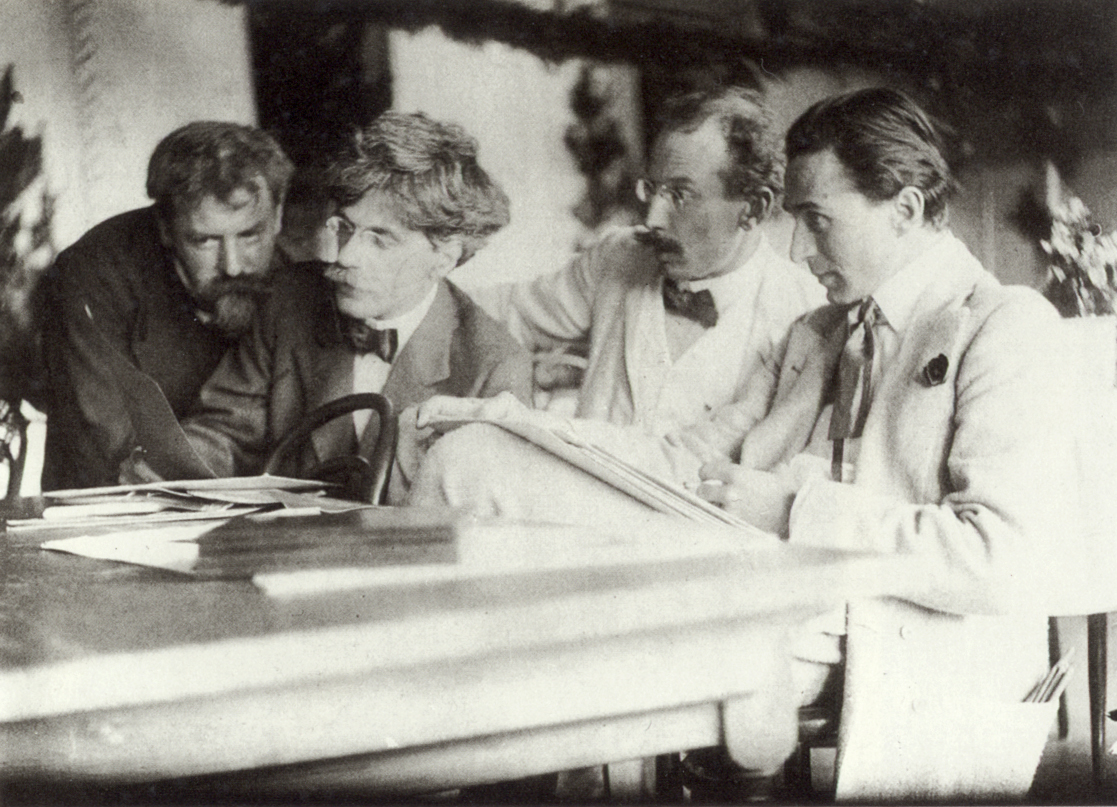
Frank Eugene, Alfred Stieglitz, Heinrich Kühn und Edward Steichen (von links nach rechts) betrachten ein Werk von Frank Eugene, am 1. Januar 1907

Edward Steichen reiste 1893 als 14-jähriger zur Weltausstellung in Chicago. Kurz darauf kaufte er eine Kamera und erlernte das Fotografieren in Eigenregie. 1894 begann Edward eine Ausbildung in der Setzerei, danach in der Design-Abteilung bei der American Fine Art Company in Milwaukee. Das Unternehmen entwarf Gebrauchsgrafik für den amerikanischen Markt. Erste Erfahrungen mit Design hatte Edward bereits vor seiner Ausbildung gemacht: Für den Salon seiner Mutter entwarf er Werbeposter, Schaufenster und Hüte. Steichens grundlegende Wertschätzung für Mittel und Nutzen des graphischen Kunstgewerbes wurden hier gelegt. Der Erfolg stellte sich rasch ein: 1897 wurde Steichen mit dem Preis der National Education Association für die Gestaltung eines Briefumschlages ausgezeichnet.

### Milwaukee Art Students League
Noch während der Ausbildung gründete Steichen 1896 gemeinsam mit Freunden die Milwaukee Art Students League. Steichen engagierte sich in der ersten professionellen Kunstvereinigung in Milwaukee als Präsident für die Interessen der jungen Künstler. 1899 reichte Steichen drei Fotografien für den Second Philadelphia Salon ein. Die Juroren Gertrude Käsebier, Fred Holland Day und Clarence H. White nahmen seine Arbeiten an. Vor allem Portrait Study (1898), Steichens fotografisches Selbstbildnis als junger Künstler, erregte in der Ausstellung und anschließend international Aufsehen. Auf Clarence Whites Rat hin reichte Steichen zehn Fotografien für den Chicagoer Salon 1900 ein. Zwei seiner Arbeiten wurden dort ausgestellt. Stilistisch war Steichen bereits in seinem Frühwerk vielseitig, vor allem jedoch dem Piktorialismus verbunden.

### Unterwegs in Europa
Ausgestattet mit einem Empfehlungsschreiben von Clarence H. White lernte Steichen 1900 in New York Alfred Stieglitz kennen. Dieser kaufte drei Arbeiten des jungen Fotografen. Steichen reiste von New York weiter zu seinem ersten Aufenthalt in Europa. Für kurze Zeit studierte er an der Académie Julian in Paris. Er besuchte die Pariser Weltausstellung, den Louvre und begeisterte sich für die Werke von Auguste Rodin. Steichen fuhr nach Wien, nahm in London Kontakt zu Fred Holland Day auf. Day übernahm 21 Arbeiten von Steichen in die Ausstellung The New School of American Photography. Die Schau erregte große Aufmerksamkeit, Steichens Portrait Study (1898) wurde kontrovers diskutiert. 1901 zeigte Day The New School of American Photography in einer veränderten Version in Paris, mit einer noch größeren Anzahl von Steichens Fotografien. Steichen wurde zum „international gefeierten Wunderkind der Fotografie“. Zeitgleich stellte Steichen in Paris auch ein Gemälde aus: Sein Porträt von Fred Holland Day wurde beim Salon de 1901 der Societé des Beaux Arts angenommen.
Die erste Einzelausstellung, Monsieur Eduard J. Steichen, erhielt Steichen 1902 in Paris. Im Maison des Artistes zeigte er retuschierte und nicht retuschierte Fotografien sowie Gemälde im Wechsel, um die Gleichwertigkeit der beiden Kunstformen zu betonen. Steichen hob damit die fest gefügte akademische Trennung zwischen Bildender Kunst und Fotografie auf. Sein Ruf verbreitete sich rasch, es folgten Einladungen zu Ausstellungen in Europa und den USA, Preise und Auszeichnungen. Unter anderem erwarb das Land Belgien mit Steichens The Black Vase  (1901) die erste Fotografie überhaupt für ein Museum.
In Paris traf Steichen auf zahlreiche avantgardistische Künstler und Intellektuelle, auf die Fotografen Alvin Langdon Coburn, Frank Eugene, Gertrude Käsebier, Mary Devens, Elise Pumpelly Cabot und Margaret Russell. Er schloss Bekanntschaft mit Auguste Rodin, fotografierte den Künstler und seine Werke. Steichen lernte in Paris den belgischen Schriftsteller und Naturforscher Maurice Maeterlinck kennen, mit dessen Werk er bereits vertraut war. Auf Anregung seiner Schwester reiste Steichen zum Sozialistenkongress in Stuttgart, um August Bebel und Karl Liebknecht zu fotografieren.

### Camera Work
1902 kehrte Steichen zurück in die USA. Er gründete in New York ein Fotostudio und etabliert sich als Fotograf. Alfred Stieglitz rief als Sprachrohr der New Yorker Photo-Secessionisten die Zeitschrift Camera Work ins Leben. Er übertrug Edward Steichen das typografische Layout und die Titelgestaltung. Steichen prägte damit über 15 Jahre und 50 Ausgaben das Erscheinungsbild der Zeitschrift. Sein Einfluss reichte weit über die grafische Gestaltung hinaus. Mehr als 60 seiner Fotografien wurden im Lauf der Zeit abgedruckt, fünf Sonderausgaben der Zeitschrift zeigten exklusiv seine Arbeiten. Nicht zuletzt durch Steichens fortwährende Kontakte in der Kunstszene (etwa zu Henri Matisse sowie zu Sarah und Leo Stein) bot Camera Work zeitgenössischen Künstlern und Intellektuellen ein Forum. In der Erstausgabe im Januar 1903 erschien sein Essay Ye Fakers. Steichen verlieh seiner Überzeugung Ausdruck, dass ein Foto keineswegs nur ein mechanisches, objektives Abbild der Realität zeige, sondern geprägt sei von der subjektiven Gestaltung des Fotografen.

### Galerie 291
1905 gründeten Edward Steichen und Alfred Stieglitz in der 291 Fifth Avenue die Galerie 291 als Präsentationsraum für die New Yorker Photo Secession. Alfred Stieglitz schrieb 1913: „Wir möchten diese Gelegenheit zum Anlass nehmen, um noch einmal auszudrücken, wie sehr wir Steichen zu Dank verpflichtet sind. Die Arbeit von ‚291‘ hätte nicht in so vollem Maße erreicht werden können ohne seine aktive Anteilnahme und seine konstruktive Mitarbeit, die er immer völlig uneigennützig erbracht hat. Er war es, der ‚291‘ ursprünglich in Verbindung gebracht hat mit Rodin [...] und mit Matisse“. Steichen hatte gemeinsam mit seiner Ehefrau Clara den Plan für die Little Galleries of the Photo-Secession ausgearbeitet: Gegen den herrschenden Zeitgeist sollten in schlichten Räumen ohne Dekoration die Exponate geometrisch geordnet und gut ausgeleuchtet auf Augenhöhe des Betrachters gehängt werden. Durch Steichens Verbindungen in der avantgardistischen Künstlerszene weitete sich das Spektrum über die Fotografie hinaus. Durch seine Idee sowohl Maler als auch Fotografen zu zeigen kam der Galerie eine bedeutende Rolle bei der Vermittlung moderner, europäischer bildender Kunst in den USA zu – weit vor der Armory Show 1913. Steichen pendelte zwischen 1906 und 1914 zwischen Europa und den USA und vermittelte durch den direkten Kontakt zu den Künstlern zahlreiche Ausstellungen in die Galerie 291. 1907 wurden erstmals in den USA Zeichnungen von Auguste Rodin präsentiert, die Ausstellung fand große Resonanz. 1908 konnte Henri Matisse in der Galerie 291 zum ersten Mal außerhalb von Paris ausstellen. Gezeigt wurden unter anderem Arbeiten von Paul Cézanne (1911), von Pablo Picasso und Georges Braque (1911, 1914), Édouard Manet, Auguste Renoir, Henri de Toulouse-Lautrec, Henri Rousseau (1910) sowie Constantin Brâncuși (1914). Steichen bereitete den Aufbau der Ausstellung von Frankreich aus durch präzise Installationsskizzen vor. 1914 zeigte 291 eine frühe Ausstellung afrikanischer Masken und Kultobjekte, in der Folge kombinierte Steichen kubistische Werke von Picasso und Braque mit afrikanischen Kultobjekten und dem object trouvé eines Wespennests.
Steichens selbst war weiterhin als Künstler tätig. Seine Fotografien und Gemälde wurden in zahlreichen Ausstellungen gezeigt und erhielten mehrfach Auszeichnungen. 1906 erschien sein Gemälde Apple Bloom als Titelbild der Vogue. 1907 experimentierte Steichen als einer der ersten mit der neuen Technik der Farbfotografie.

### Pflanzenzüchter in Voulangis und West Redding
Die Familie Steichen pachtete 1908 einen Bauernhof in Voulangis in der Nähe von Paris. Steichen arbeitete dort als Fotograf und Maler und blieb in der Kunstvermittlung aktiv. Der Hof diente befreundeten Künstlern als Aufenthalts- und Ausstellungsort. Stilistisch wandte sich Steichen mehr und mehr vom Piktorialismus ab und weiter der Sachlichkeit zu, seine Gemälde zeigten Einflüsse des Fauvismus. Diese Phase seines Schaffens ist schwer zu rekonstruieren: ein Großteil der Negative und Fotodrucke ging in den Wirren des Ersten Weltkriegs verloren, Steichen vernichtete zudem seine frühen Bilder in Voulangis.
Steichen betätigte sich in Voulangis auch intensiv als Pflanzen- und Gemüsezüchter. Seine Rittersporn-Züchtungen erhielten 1913 die Goldmedaille der Societé Nationale d´Horticulture de France. Im selben Jahr wurde Steichen für die beste Kartoffelernte im Département Seine-et-Marne ausgezeichnet. Mit dem Einzug der deutschen Truppen in Frankreich musste die Familie Steichen den Hof in Voulangis verlassen und kehrte zurück in die USA.
Das Arbeiten mit der Natur blieb für Steichen unverzichtbar: 1928 kaufte er in West Redding, Connecticut, ein 60 Hektar großes Gelände. Auf der Umpawaug Plant Breeding Farm setzte Steichen seine Experimente rund um Zucht und Anbau von Pflanzen fort. Im Juni 1936 zeigte er in der ersten Bio-Art-Installation eine Woche lang auf seiner Farm gezüchtete Rittersporne im Museum of Modern Art in New York. Das Museum kündigte die Schau „des sehr bekannten Fotografen“ als „sehr ungewöhnliche… Schau an“ und betonte in einer Pressemitteilung vom 22. Juni 1936: „Um Verwirrung zu vermeiden soll angemerkt werden, dass tatsächlich Rittersporne im Museum gezeigt werden – keine Gemälde oder Fotografien. Die Blumen werden „persönlich“ erscheinen.“ 1936 fotografierte er zudem Walden Pond in Massachusetts für eine illustrierte Ausgabe von Henry David Thoreaus Buch Walden (1854).

### Fotograf im Krieg
Mit dem Eintritt der USA in den Ersten Weltkrieg meldete Steichen sich 1917 als Freiwilliger. Als Mitarbeiter der Luftaufklärung war er dafür verantwortlich, feindliche Stellungen in Frankreich zu fotografieren. Auch während des Zweiten Weltkriegs meldete sich Steichen 1941 freiwillig zum Einsatz. Als Leiter einer Fotoabteilung bei der US Navy im Pazifik oblag ihm die Protokollierung des See-Krieges.
Noch während seines Einsatzes an der Front kuratierte Steichen unter anderem in Zusammenarbeit mit Carl Sandburg und Herbert Bayer zwei Ausstellungen für das Museum of Modern Art: The Road to Victory (1942) und Power in the Pacific (1945). Gemeinsam mit William Wyler arbeitete er an der Produktion des Films The Fighting Lady über den Alltag auf einem Flugzeugträger. The Fighting Lady erhielt 1944 einen Oscar als bester Dokumentarfilm. Gemeinsam mit Thomas J. Maloney veröffentlichte Steichen 1946 den Bildband U.S. War Photographs: Pearl Harbor to Tokyo Harbor.
Steichen beschrieb 1963, dass sein Einsatz in den Kriegen bei den Betrachtern der Fotografien den Wunsch nach Frieden fördern sollte. „Meine Gefühle der Abneigung gegen den Krieg hatten sich seit 1917 nicht nachgelassen. Aber im Laufe der Jahre war ich nach und nach zu der Überzeugung gekommen, dass es vielleicht dazu beitragen könnte, das Schreckgespenst des Krieges zu beenden, wenn ein reelles Abbild des Krieges fotografiert und der Welt präsentiert werden könnte. Dieser Gedanke trieb mich an, an einer fotografischen Protokollierung des Zweiten Weltkriegs mitzuwirken“.

### Modefotograf:VogueundVanity Fair
Der Verleger Lucien Vogel bot Edward Steichen 1911 an, Mode von Paul Poiret für die Zeitschrift Art et Décoration zu fotografieren. Steichens elegant inszenierte Aufnahmen wurden im April 1911 veröffentlicht und gelten als der Beginn moderner Modefotografie. 1919 lud Isadora Duncan Edward Steichen zu einer Reise nach Griechenland ein. Er fokussierte in den dortigen Aufnahmen die Beziehung der Tänzerinnen in antikisierenden Gewändern mit der Architektur der Akropolis.
Schließlich wandte sich Steichen ganz der Mode- und Porträtfotografie zu. 1922 bot der Verleger Condé Nast ihm an, als Cheffotograf für Vogue und Vanity Fair zu arbeiten. Bis in die 1930er Jahre galt Steichen darauf als bestbezahlter Fotograf. Er setzte die Berühmtheiten seiner Zeit in Szene: Greta Garbo (1928), Gloria Swanson (1924), Gary Cooper, Agnes Geraghty (1929), Winston Churchill (1934). Steichen machte seinen Einfluss geltend, damit Fotografien afroamerikanischer Persönlichkeiten veröffentlicht werden konnten: 1924 wurde als erstes ganzseitiges Porträt sein Bild der Jazzsängerin Florence Mills in der Vanity Fair gedruckt, 1933 folgte ein ganzseitiges Porträt des Schauspielers und Bürgerrechtsaktivisten Paul Robeson. 1932 gestaltete Steichen das erste Titelbild für die Vogue mit einer Farbfotografie. Etwa 1000 Porträts und ebenso viele Modeaufnahmen inszenierte Steichen bis 1937.
1923 begann Steichen eine Lehrtätigkeit an der Clarence White School of Photography in New York. Dazu stand er bei der Werbeagentur J. Walter Thompson unter Vertrag, entwarf Stoffmuster für die Stehli Silks Corporation, machte Werbeaufnahmen für Feuerzeuge und Schuhe. Seinen umfassenden Kunstbegriff und sein Verständnis einer sachlichen, funktionalen Ästhetik verteidigte Steichen nachdrücklich. Er äußerte hierzu: „Etwas ist schön, wenn es seinen Zweck erfüllt, wenn es funktioniert. Meiner Ansicht nach ist ein moderner Eisschrank ein Gegenstand, der Schönheit ausstrahlt.“
Während seiner Zeit für Vogue und Vanity Fair beschäftigte sich Steichen unter anderem auch mit Architekturfotografie. Ein Beispiel hierfür ist seine Aufnahme Maypole (1932). International blieb Steichen bestens vernetzt: für Film und Foto, eine von László Moholy-Nagy kuratierte Schau des Deutschen Werkbundes in Stuttgart, stellte er 1929 mit Edward Weston die amerikanische Auswahl zusammen. Er zeigte unter anderem Werke von Berenice Abbott, Anton Bruehl, Paul Outerbridge und Charles Sheeler.

### Kinderbücher
Bereits in den 1920er Jahren sammelte Steichen Ideen für ein Kinderbuch, das von einer Serie von abstrakten, geometrischen Figuren, den Oochens bevölkert war. Zu Beginn der 1930er Jahre veröffentlichte er gemeinsam mit seiner Tochter Mary zwei kleine Fotobücher für Kinder: The First Picture Book (1930) und The Second Picture Book (1931).

### U.S. Camera Annual

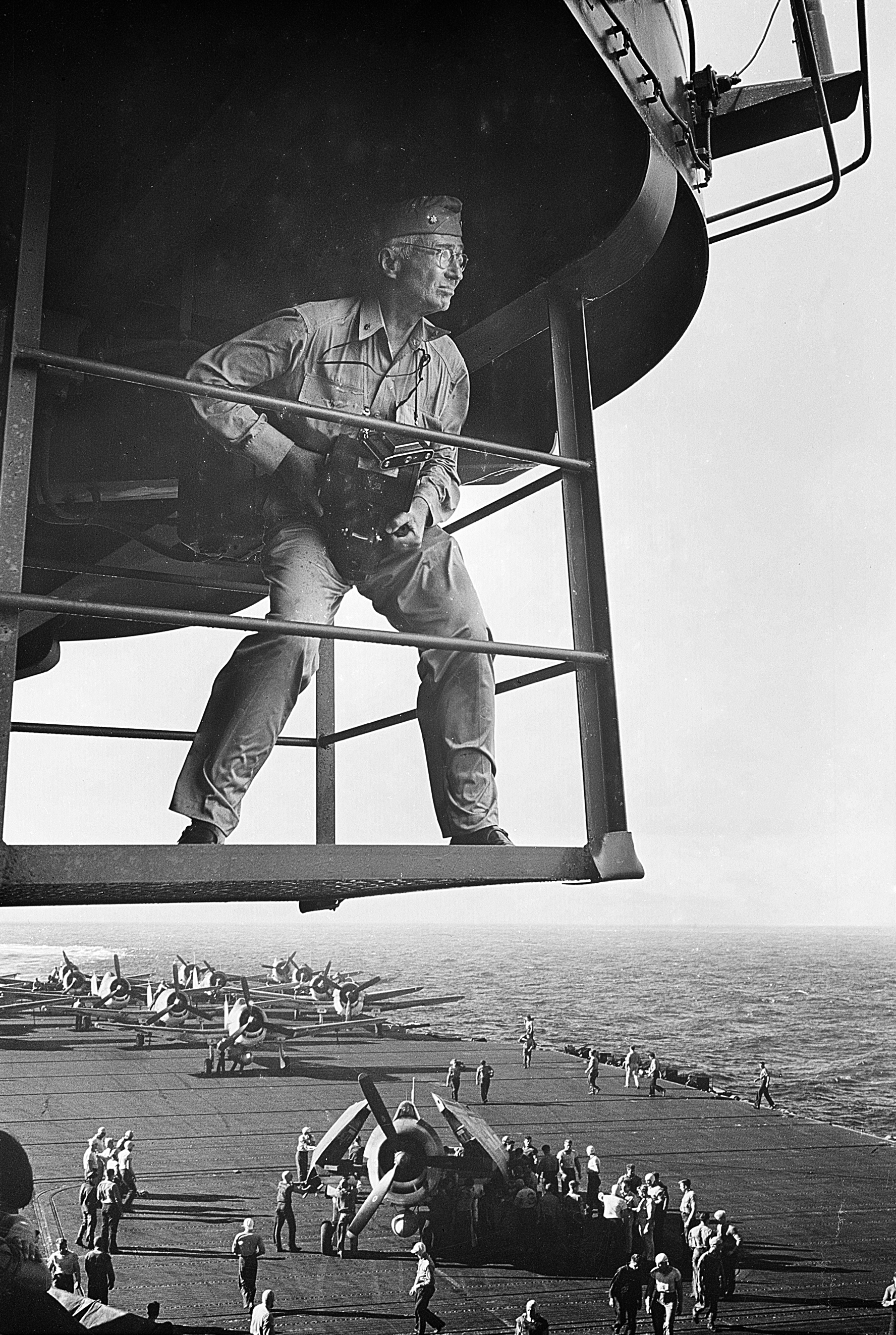
Steichen, fotografiert von Victor Jorgensen auf dem Deck des Flugzeugträgers Lexington, November 1943

Als Thomas J. Maloney 1934 als Herausgeber die Fotozeitschrift U.S. Camera Annual plante, setzte er Steichen zunächst als Vorsitzenden der Auswahljury, von 1938 bis 1946 als alleinigen Juror ein. Steichen förderte die sozialdokumentarische und sozialkritische Fotografie: so war Dorothea Lange in der ersten Ausgabe der Zeitschrift 1935 mit White Angel Breadline (1932), 1936 mit Migrant Mother (1936) vertreten. 1938 entwarf Steichen eine Ausgabe der U.S. Camera Annual mit Fotografien aus der Zeit der Großen Depression, die 1938 in der Ausstellung First Photographic Exposition im New Yorker Grand Central Palace gezeigt worden waren. Die U.S. Farm Security Administration (FSA) hatte 1935–1941 Fotografen beauftragt, die Auswirkungen der Depression in den ländlichen Regionen zu dokumentieren. Beteiligt waren u. a. Dorothea Lange, Walker Evans, Ben Shahn, Carl Mydans und Arthur Rothstein. Durch Steichens Renommee und Einsatz gewann die bis dahin als künstlerische Ausdrucksform wenig beachtete Dokumentarfotografie weiter an Ansehen. Für ihn waren die Fotografien von Dorothea Lange, Walker Evans, Russell Lee und anderen die „eindrucksvollsten menschlichen Dokumente, die je in Bildern gezeigt wurden“.

### Direktor am Museum of Modern Art
Immer wieder stand Edward Steichen durch Ausstellungen mit dem Museum of Modern Art (MoMA) als Künstler und Kurator in Verbindung. 1947 wurde er auf Betreiben von Thomas J. Maloney zum Direktor der Fotografieabteilung des Museums of Modern Art ernannt. Bis 1962 kuratierte Steichen 44 Foto-Ausstellungen der unterschiedlichsten Genres. Einen Überblick über den aktuellen Stand der Fotografie gab er 1948 mit zwei Ausstellungen: In and Out of Focus: A Survey of Today´s Photography und 50 Photographs by 50 Photographers. Mit der Gruppenausstellung Six Women Photographers, der ersten Gruppenausstellung für Frauen, setzte Steichen 1949 als Kurator ein Signal für die Gleichberechtigung von Fotografinnen. 1950 lud Steichen unter dem Motto What Is Modern Photography? zu einem öffentlichen Symposium, u. a. mit den zeitgenössischen Fotografen Margaret Bourke-White, Irving Penn, Lisette Model und Walker Evans. 1961 zeigte das MoMA die Retrospektive Steichen the Photographer.
Als Direktor der Fotografieabteilung unterstützte Steichen durch Ausstellungen und Ankäufe systematisch junge Künstler wie Robert Frank, Lee Miller, Harry Callahan, Roy DeCarava und Consuelo Kanaga. Das Museum of Modern Art kaufte unter seiner Leitung unter anderem als erstes Museum Fotografien von Robert Rauschenberg an. Mit der Ausstellung The Bitter Years verabschiedete sich Steichen 1962 als Direktor. The Bitter Years nahmen noch einmal die sozialdokumentarischen Fotografien aus der Zeit der Großen Depression zum Thema. Die Ausstellung stellte neben der menschlichen Not auch die Ausbeutung und Zerstörung der Natur in den Mittelpunkt.

### The Family of Man
Steichen setzte zu Beginn der 1950er Jahre eine Idee aus der Weltwirtschaftskrise um: eine Ausstellung als Manifest des Friedens und der Gleichstellung aller Menschen. Mit einem Team wählte er 503 Fotografien von etwa 270 Fotografen aus 70 Ländern aus. Die Installation The Family of Man verdeutlichte die Grundsätze der Vereinten Nationen und der UN-Menschenrechtsdeklaration.
THE FAMILY OF MAN is planned as an exhibition of photography portraying the universal elements and emotions and the oneness of human beings throughout the world. It is probably the most ambitious and challenging project photography has ever faced and one for which, I believe, the art of photography is uniquely qualified. In der Zeit des Kalten Krieges wurden Bilder von Menschen der unterschiedlichsten Kulturen kontrastiert durch die Aufnahme der Explosion einer Wasserstoffbombe.
Die Ausstellung war bei der Eröffnung im MoMA 1955 ein überragender Erfolg. In vier Monaten besuchten etwa 270.000 Menschen die Installation in New York. Anschließend wurde die Family of Man in fast 40 Ländern rund um die Welt ausgestellt, der Katalog vier Millionen Mal verkauft. Seit 2003 zählt die Ausstellung zum Weltdokumentenerbe der UNESCO.

### Ständige Ausstellungen in Luxemburg
1952 reiste Steichen in seine Heimat, um Luxemburg als Startpunkt für die Wanderausstellung The Family of Man zu gewinnen. Das Großherzogtum lehnte die Idee mit dem Hinweis ab, dass Fotografie keine Kunst sei. 1966 konnte durch Vermittlung des Journalisten Rosch Krieps eine Schenkung arrangiert werden. Die jeweils letzte erhaltene Version der Family of Man (1964) und The Bitter Years (1967) wurde dem Großherzogtum übertragen. 2004 rief das Kultusministerium den Edward Steichen Award ins Leben. In Luxemburg wird seit 1994 The Family of Man in Clervaux und seit 2012 The Bitter Years in Dudelange in Dauerausstellungen gezeigt.

### Bilder der Ausstellung „The Family of Man“ in Clervaux

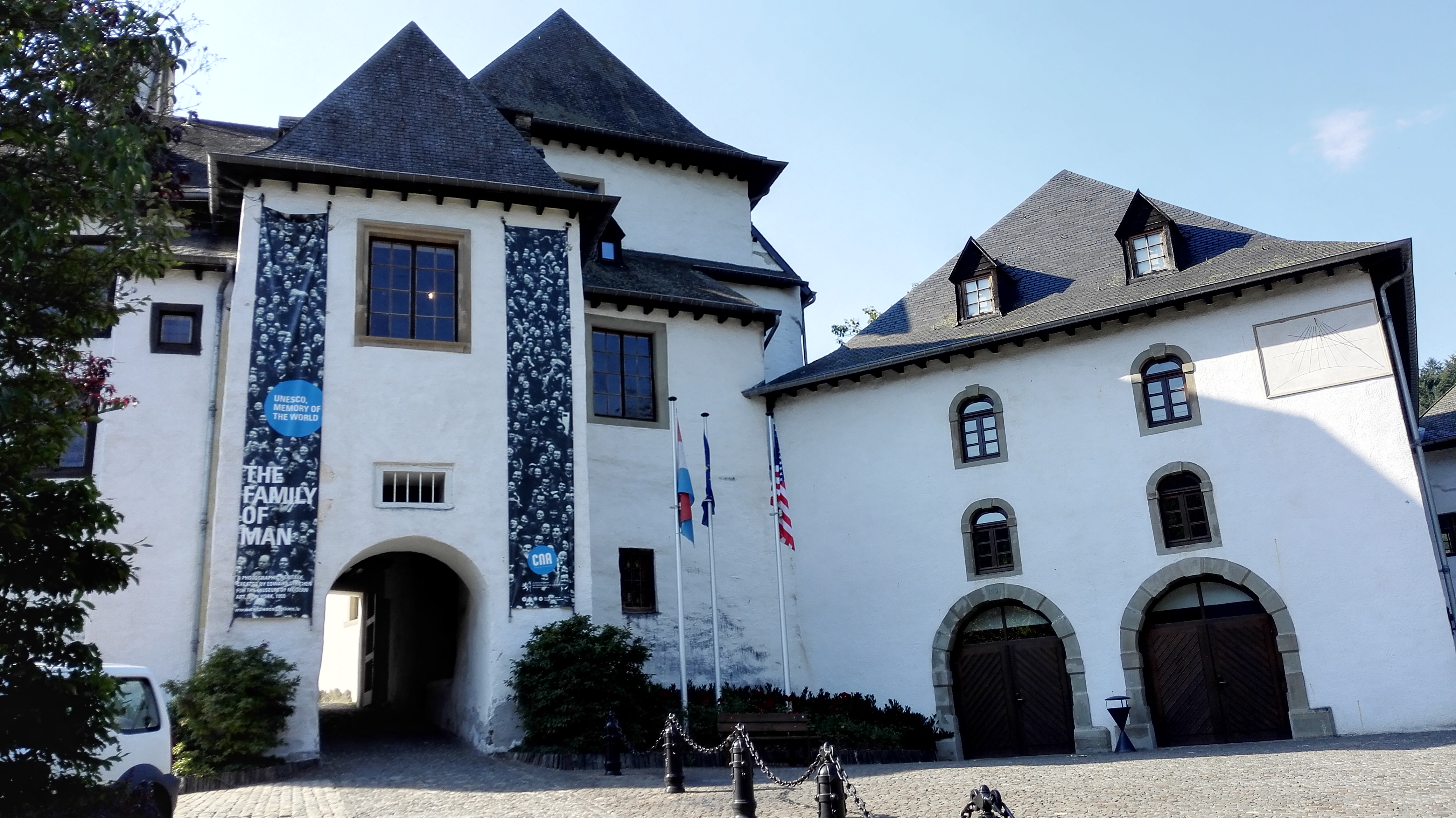
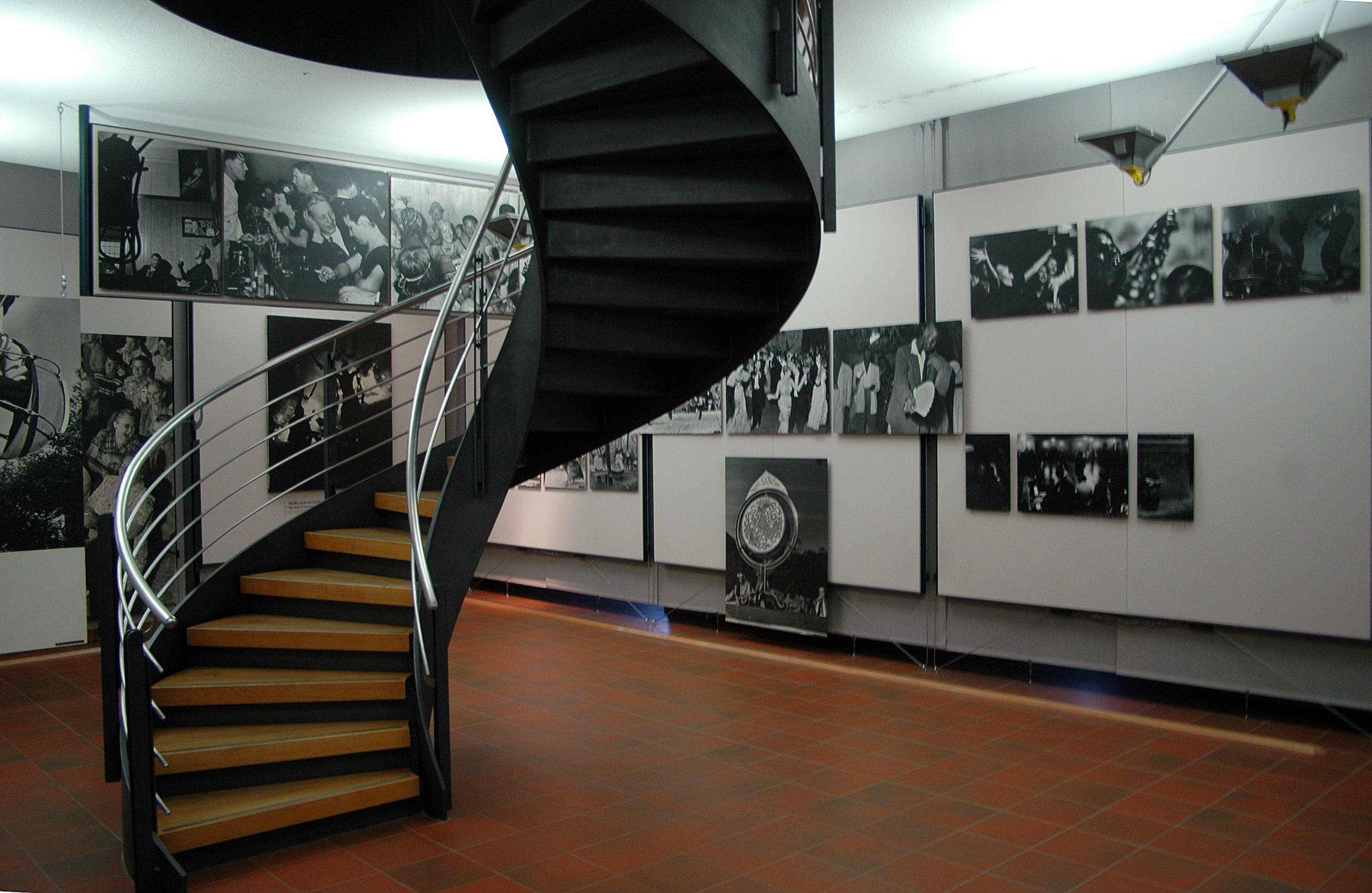
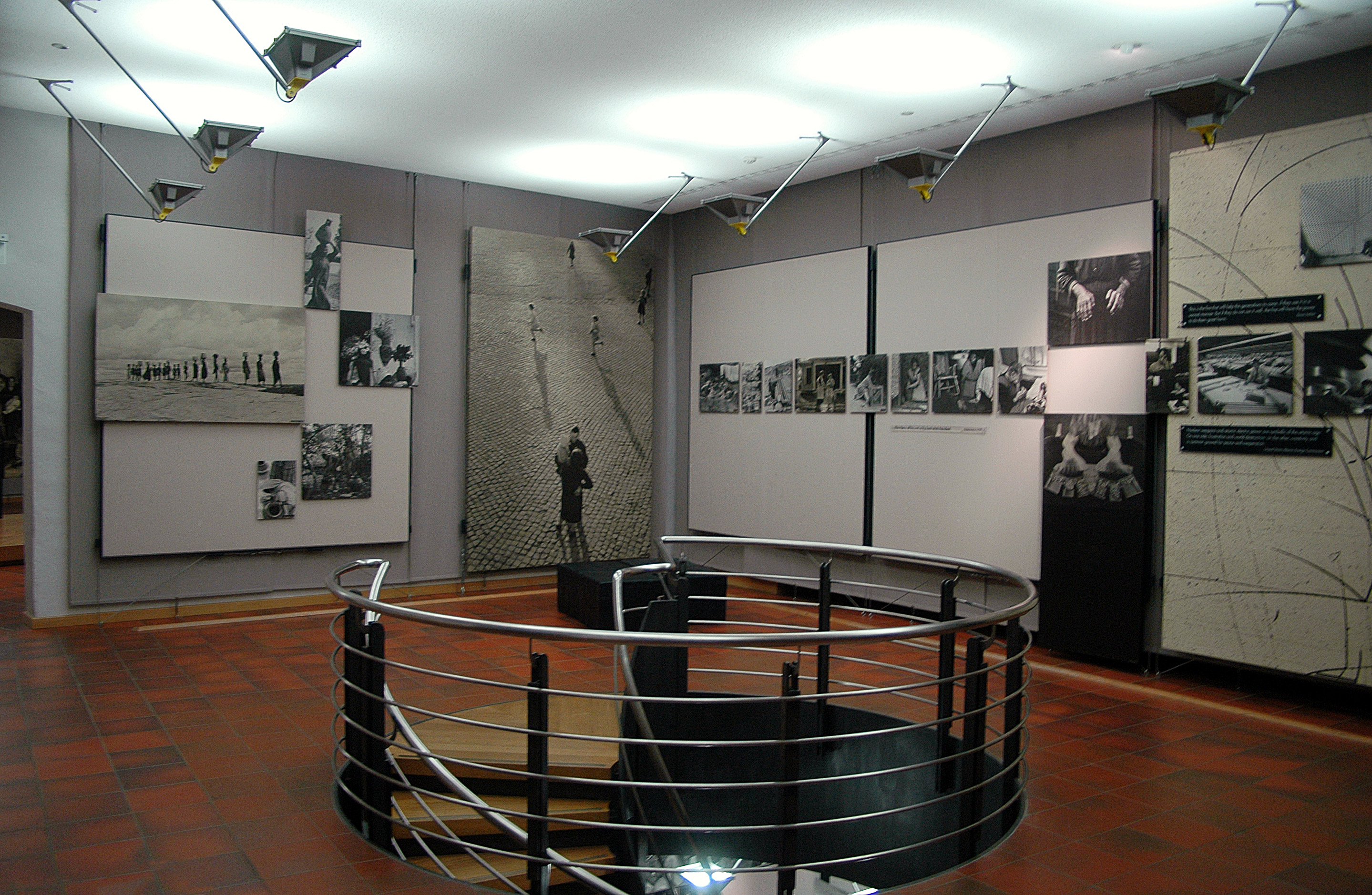
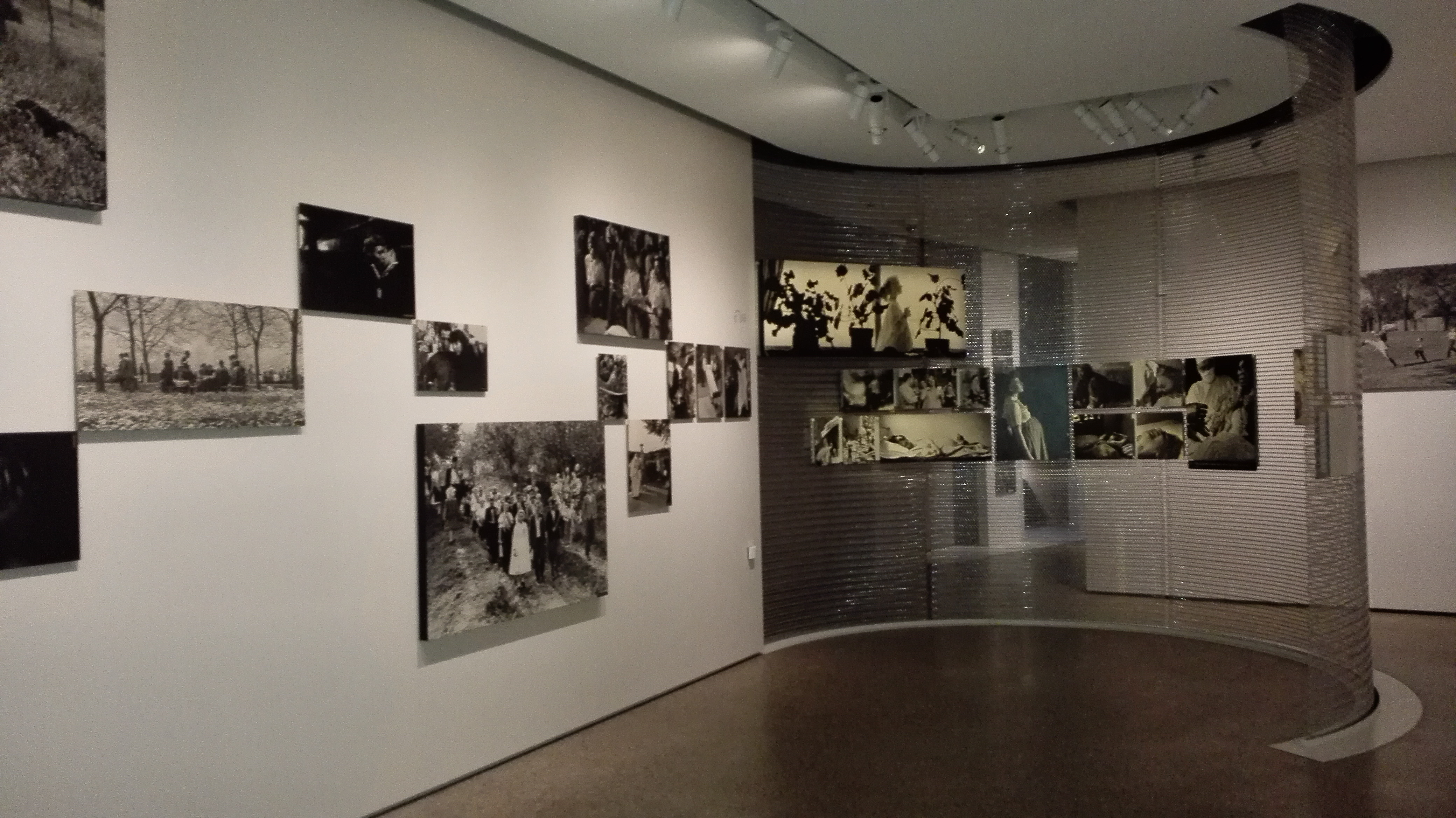
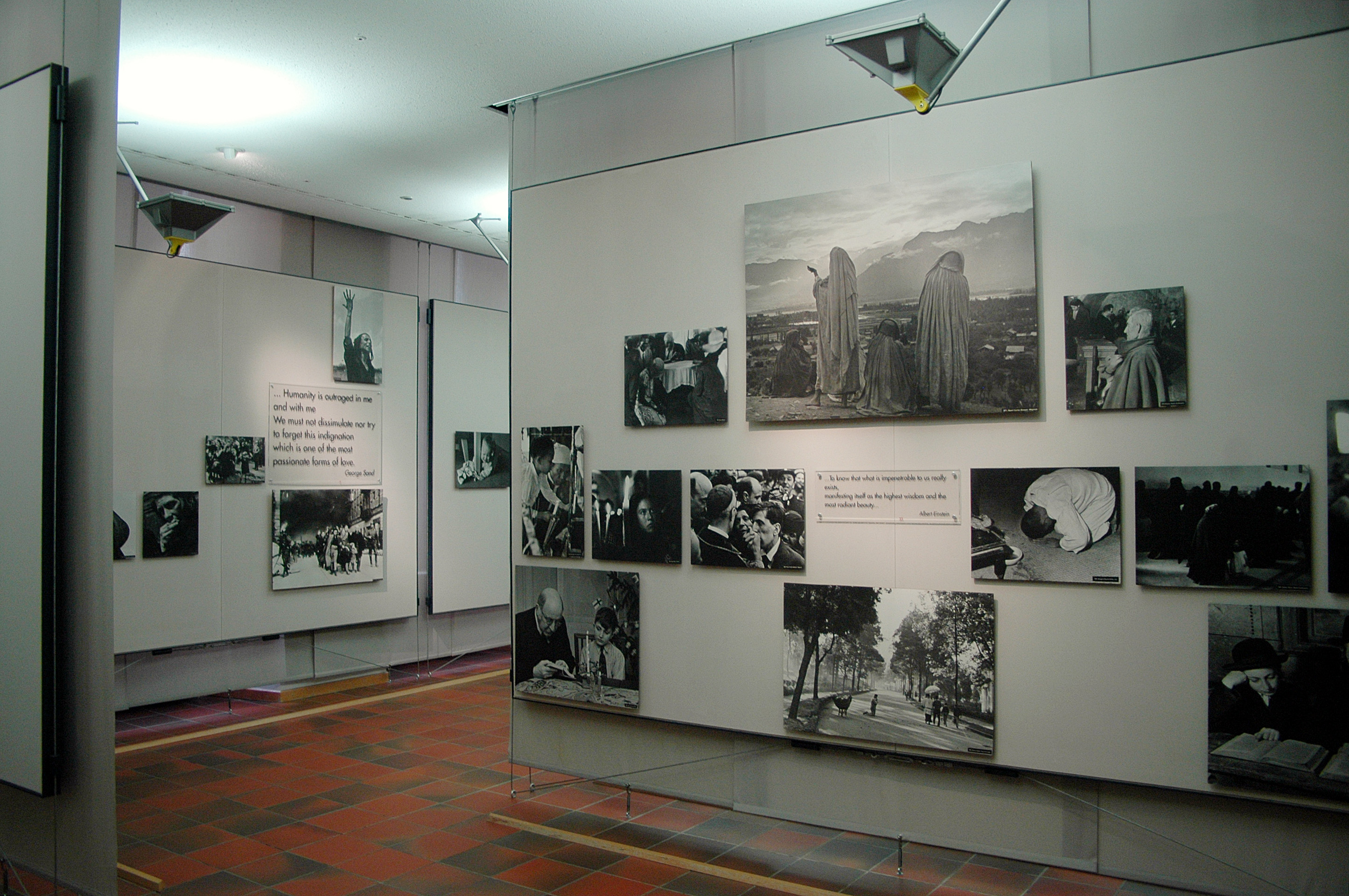
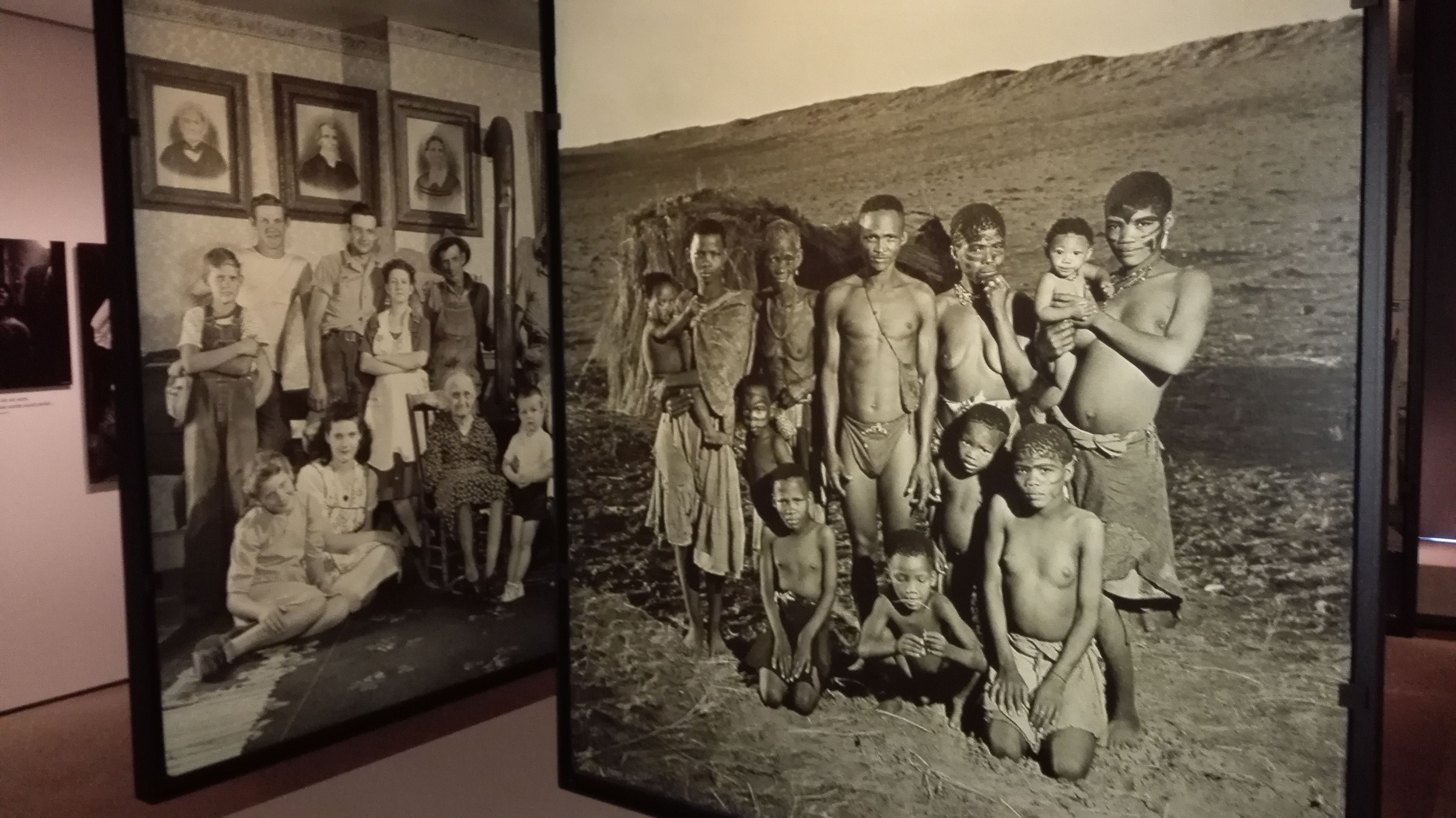

## Rezeption

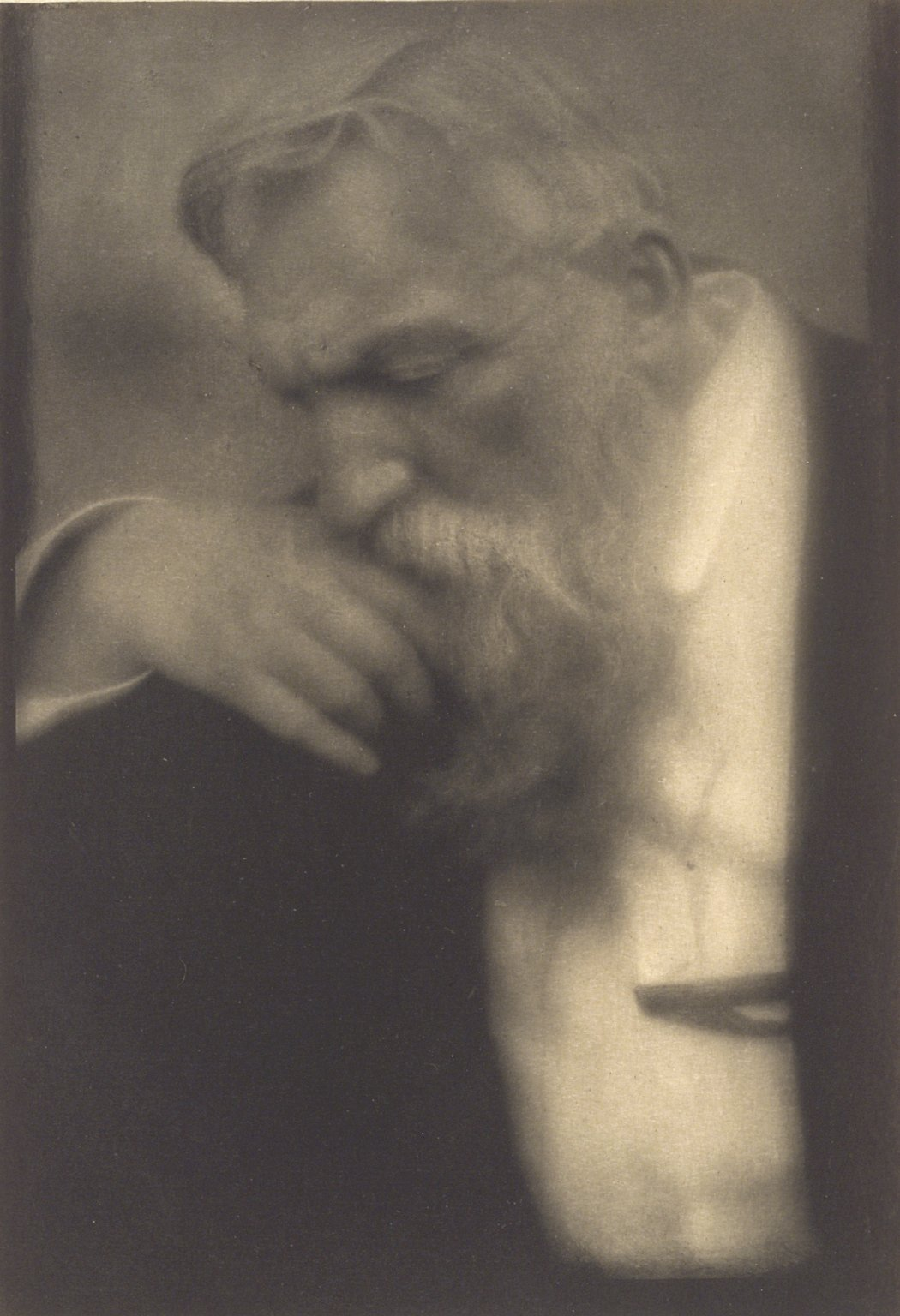
Auguste Rodin, fotografiert von Edward Steichen, 1911

Als Auguste Rodin 1908 Steichen einen „sehr großen Künstler und den führenden, den größten Fotografen unserer Zeit“ nannte, war die Fotografie noch nicht als Kunstform akzeptiert.
Als 1913 die Armory Show in New York mit 1600 Werken europäischer und amerikanischer Künstler eröffnet wurde, war Steichen nicht eingeladen: Die Kuratoren hatten die Arbeiten von Fotografen grundsätzlich ausgeschlossen, auch kein Gemälde von Steichen war in die Ausstellung aufgenommen. Steichen war wie viele Fotografen zu Beginn des 20. Jahrhunderts zunächst daran interessiert, die Fotografie in den Kanon der Bildenden Kunst aufnehmen zu lassen. „Als ich anfing, mich für Fotografie zu interessieren, dachte ich, das wäre die allergrößte Sache. Meine Vorstellung war, dass sie als Kunst anerkannt werden musste. Heute schere ich mich einen Dreck darum. Aufgabe der Fotografie ist es, die Menschheit den Menschen und jeden Menschen sich selbst zu erklären.“ Doch seinen Zeitgenossen galt das weit gefächerte Interesse Steichens als zu wenig akademisch geprägt. Die Unabhängigkeit, mit der sich Steichen zwischen den Kunstformen bewegte, sein Arbeiten als freier Künstler und als bezahlter Auftragskünstler, sein frühes Interesse für die Modefotografie und für sozialdokumentarische Arbeiten führte zu teils heftiger Ablehnung.
Auch die von Steichen kuratierte Family of Man stieß auf gegensätzliche Reaktionen. August Sander sah die Installation als das „größte Werk, das die Photographie ans Licht gebracht“ habe. Während der französische Kulturwissenschaftler Roland Barthes die Ausstellung 1956 mit einem für lange Zeit dominierenden Verriss überzog, wies Max Horkheimer bei seiner Eröffnungsreden 1958 in Frankfurt darauf hin, dass der Betrachter „…in Zukunft anders, eindringlicher und vielfältiger sehen (wird), als bis dahin. Das hat die Ausstellung in der Tat mit wirklichen Künstlern gemein, dass sie der Wahrnehmung eine neue Richtung weist“. Eine Neubewertung von Steichens Arbeiten setzte erst nach der Eröffnung der permanenten Ausstellungen in Luxemburg ein.

## Kunsttheoretische Schriften
- Ye Fakers. In: Camera Work. 1, 1903, S. 48.
- The F.S.A. Photographers. In: U.S. Camera Annual 1939. New York, S. 43–66.

## Zitate
„Als ich mich der Fotografie widmete, war es mein Wunsch, sie als Kunst anerkannt zu sehen. Heute würde ich für dieses Ziel keinen Pfifferling geben. Die Aufgabe des Fotografen ist es, den Menschen den Menschen zu erklären und ihm zur Selbsterkenntnis zu verhelfen.“

## Werke
Die folgenden Aufnahmen sind auf Grund des Google Arts & Culture-Projekts bzw. Steichens Tätigkeit bei der US Navy gemeinfrei. Aus den 1920er- und 1930er-Jahren stehen keine Mode- und Werbeaufnahmen zur Verfügung.

### Mondlichtaufnahmen, Akt

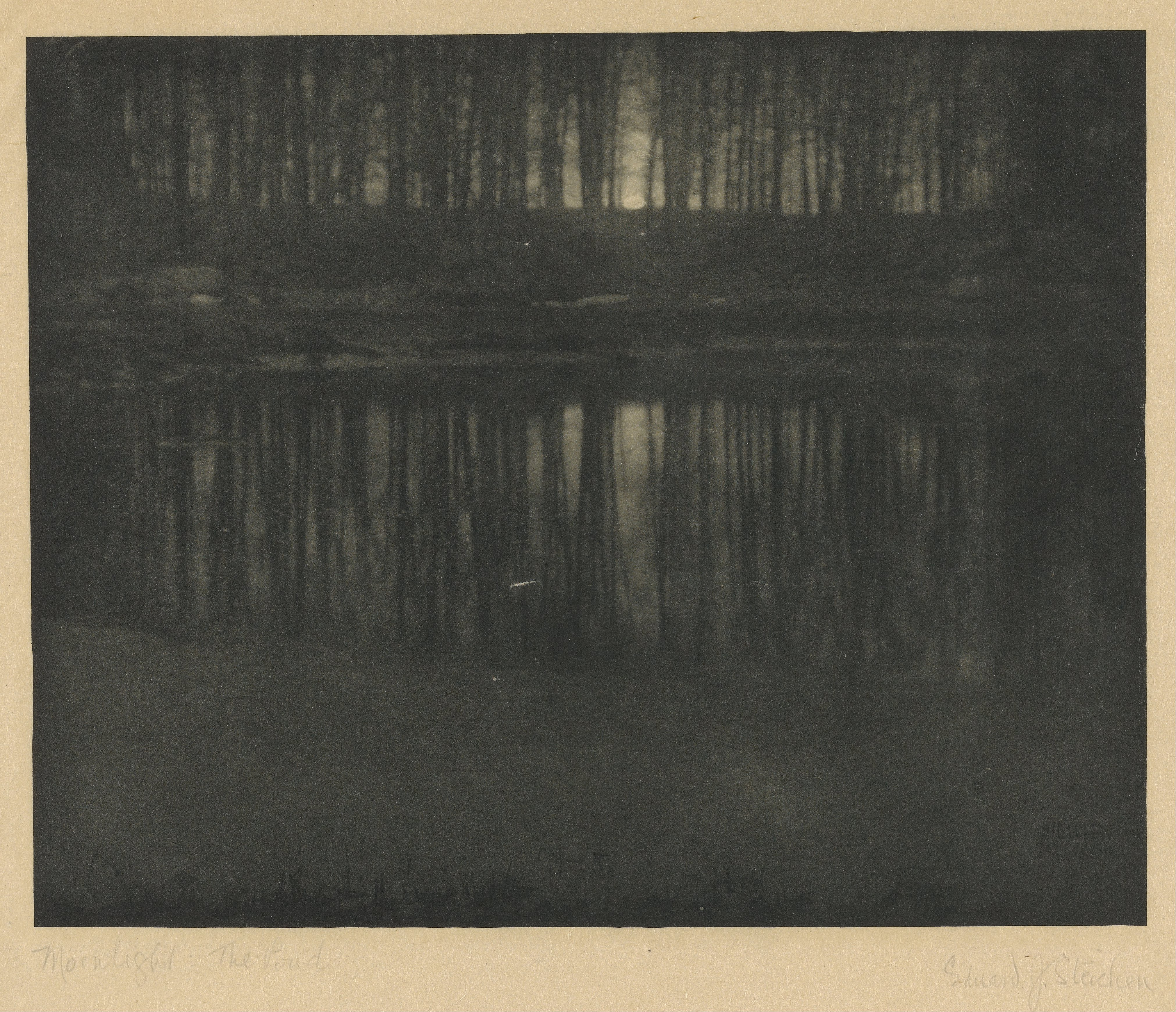
The Pond 1904–06
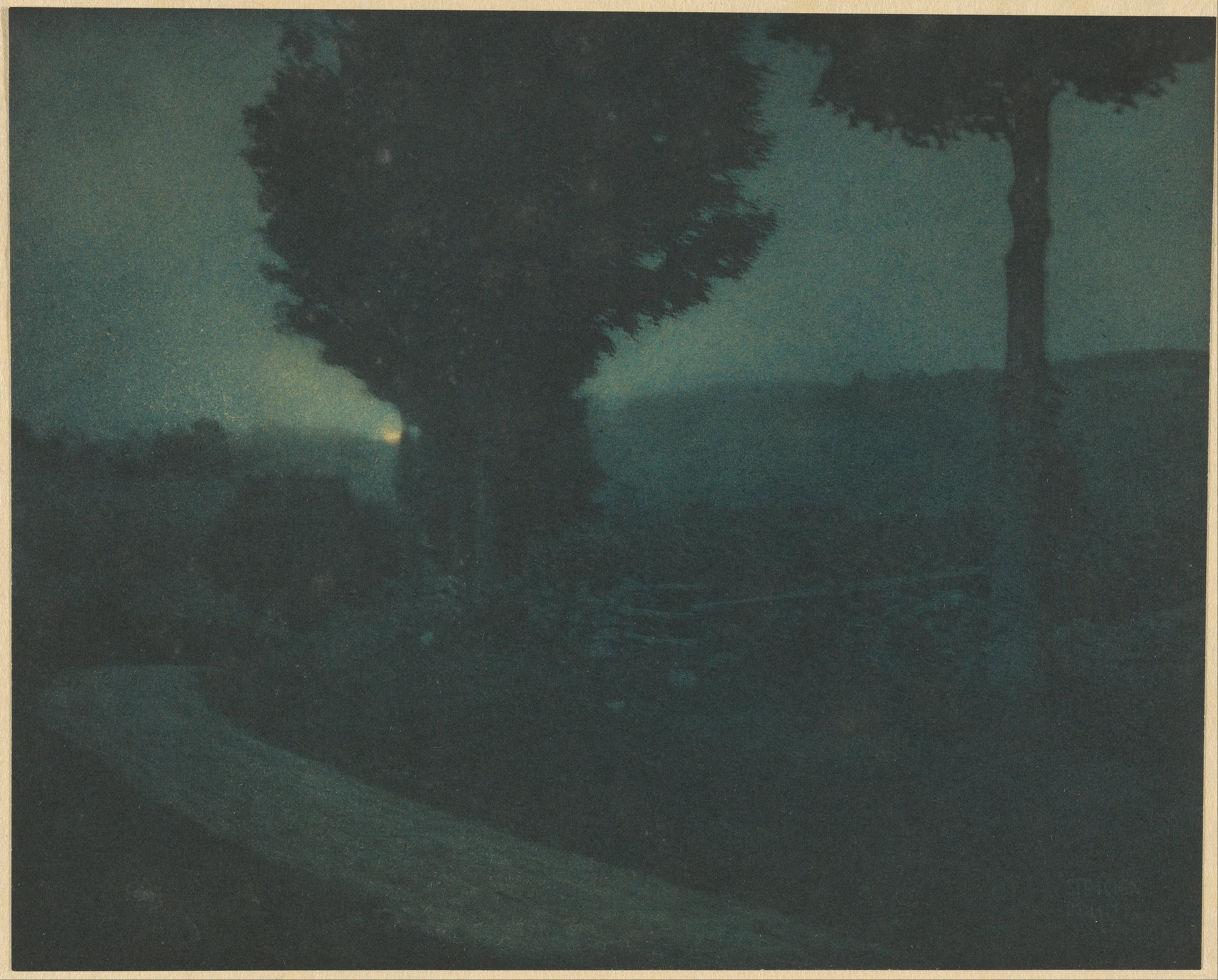
Road into the Valley 1904–06
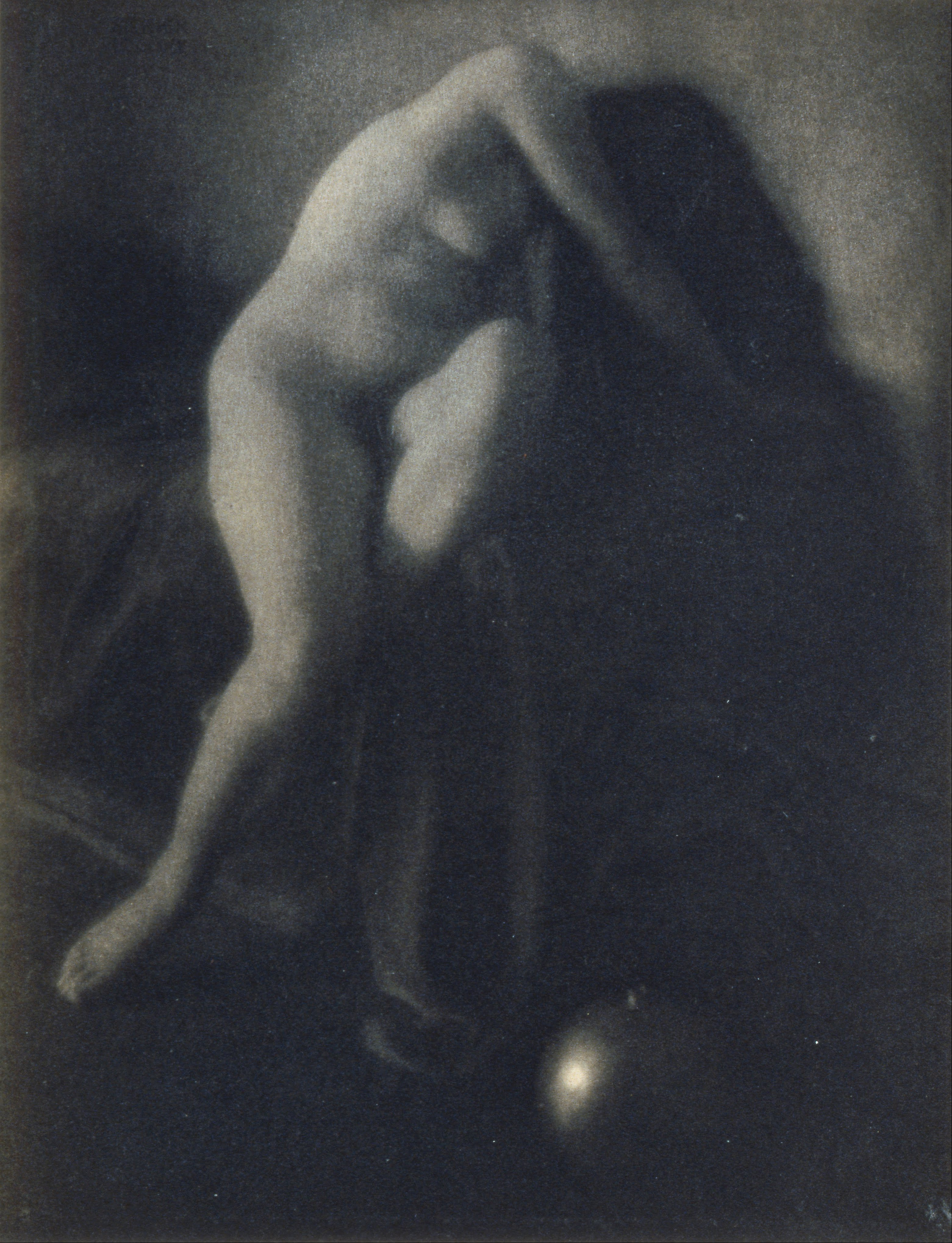
In Memoriam 1906

### Künstlerporträts

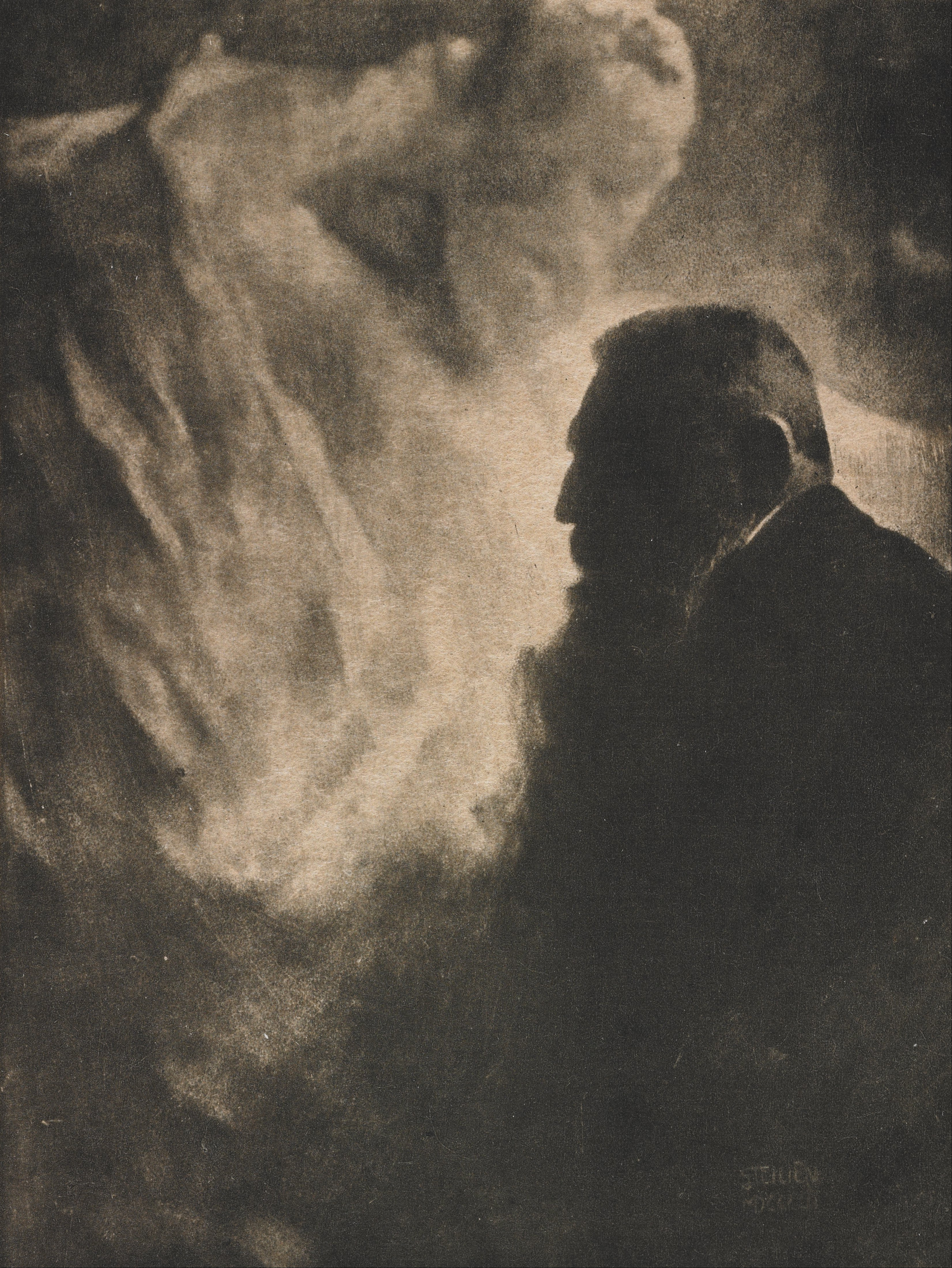
Rodin 1900–03
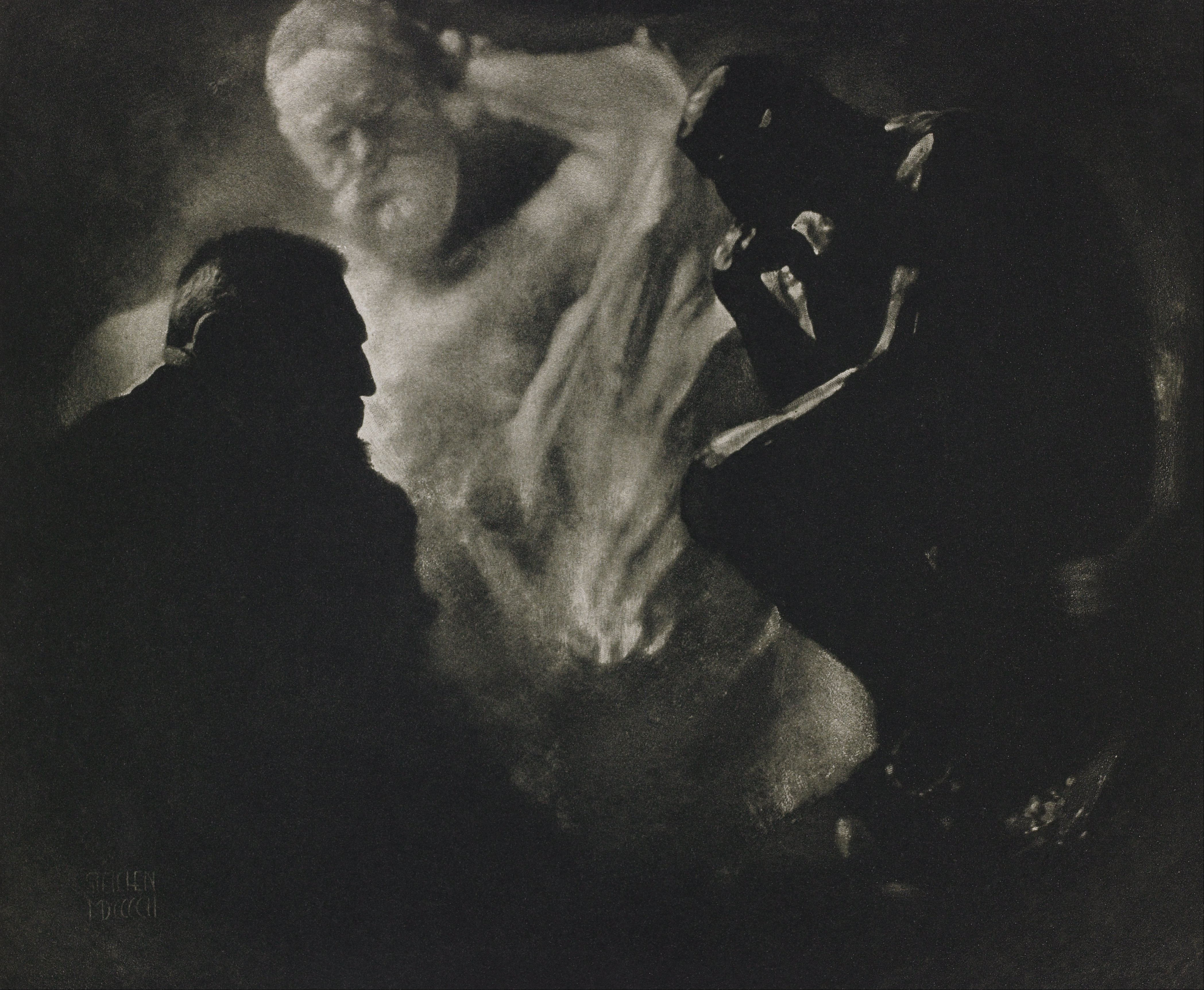
Rodin – Le Penseur 1903–06
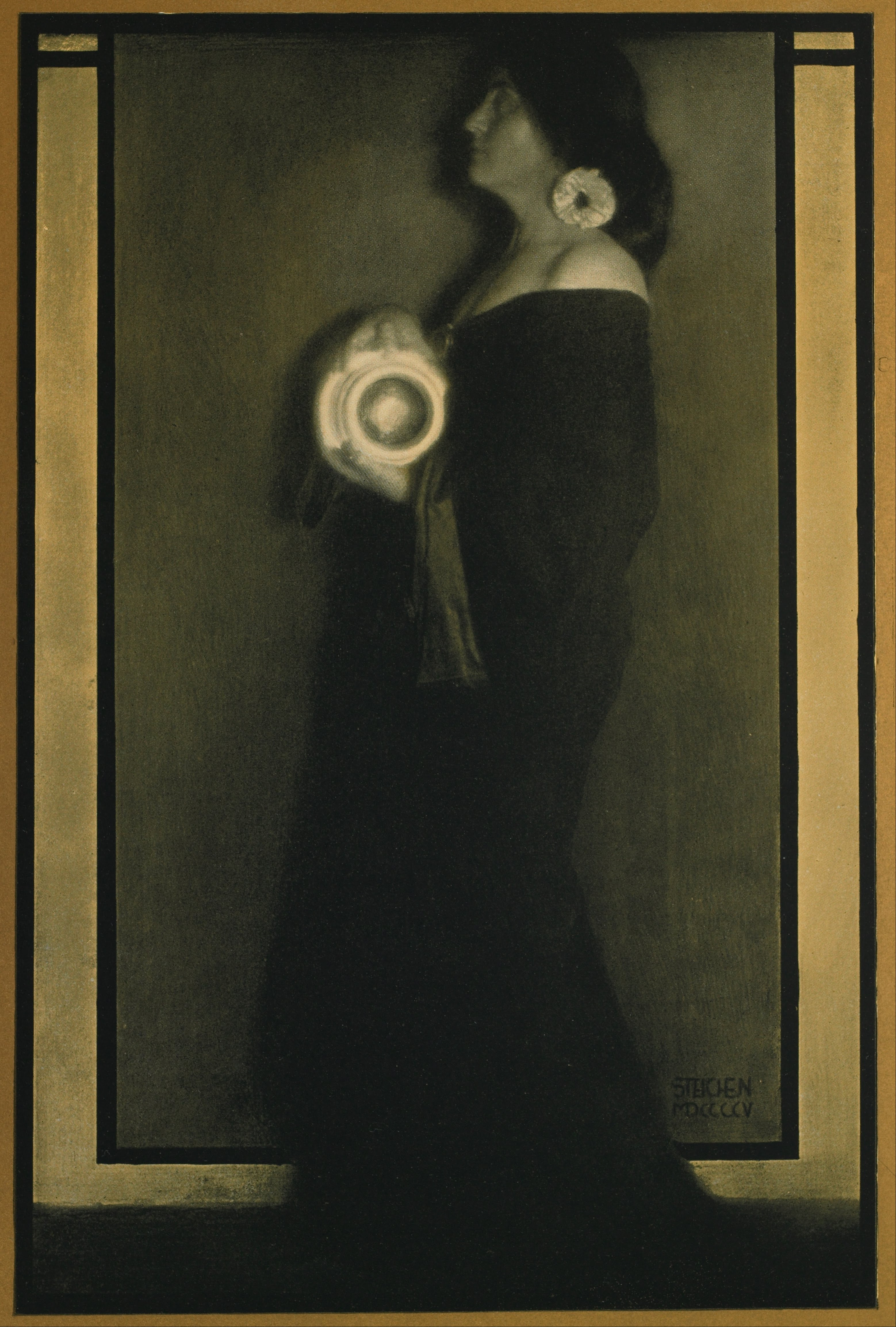
Cover Design 1900–06
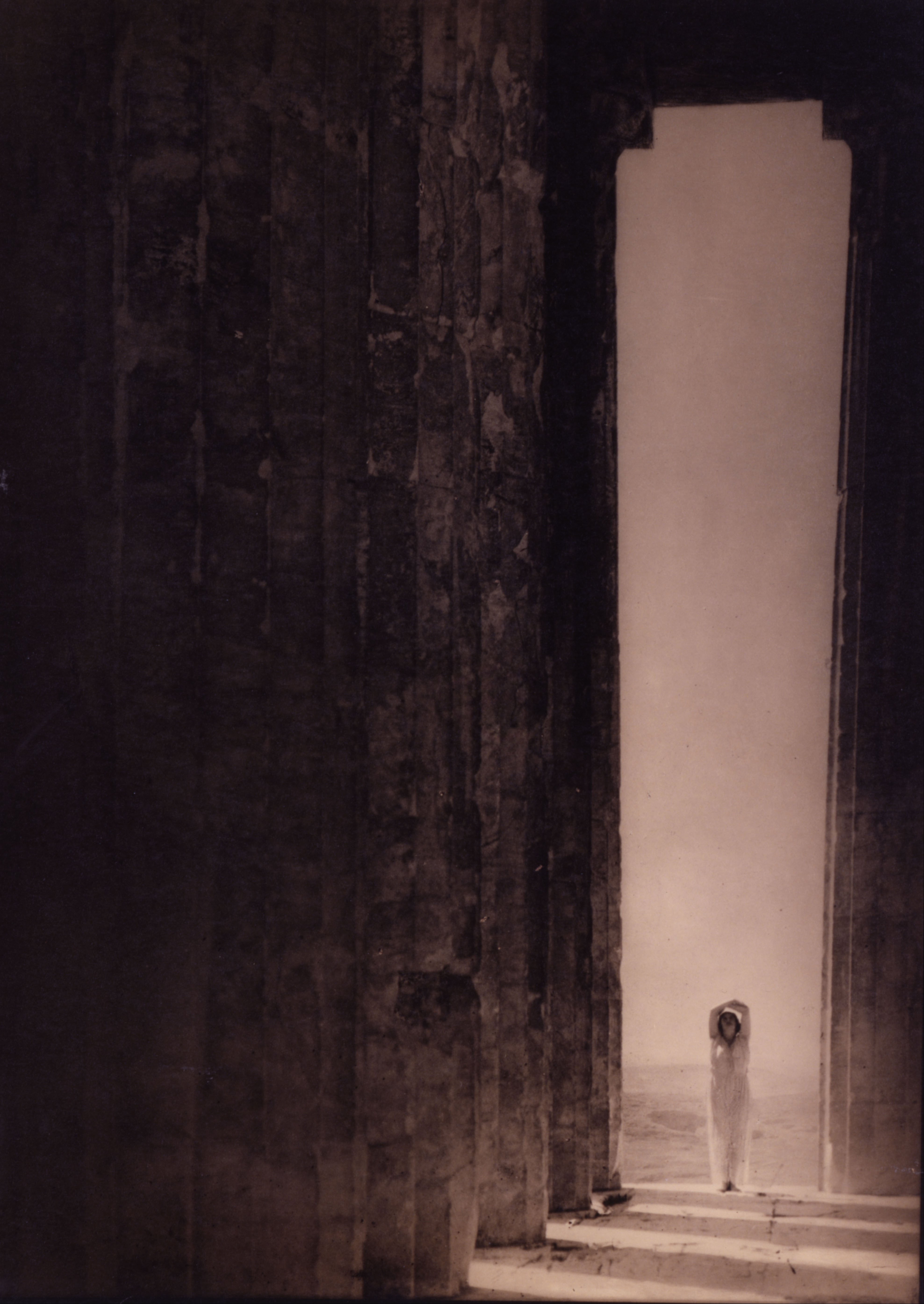
Isadora Duncan 1921

### Kriegsberichterstattung

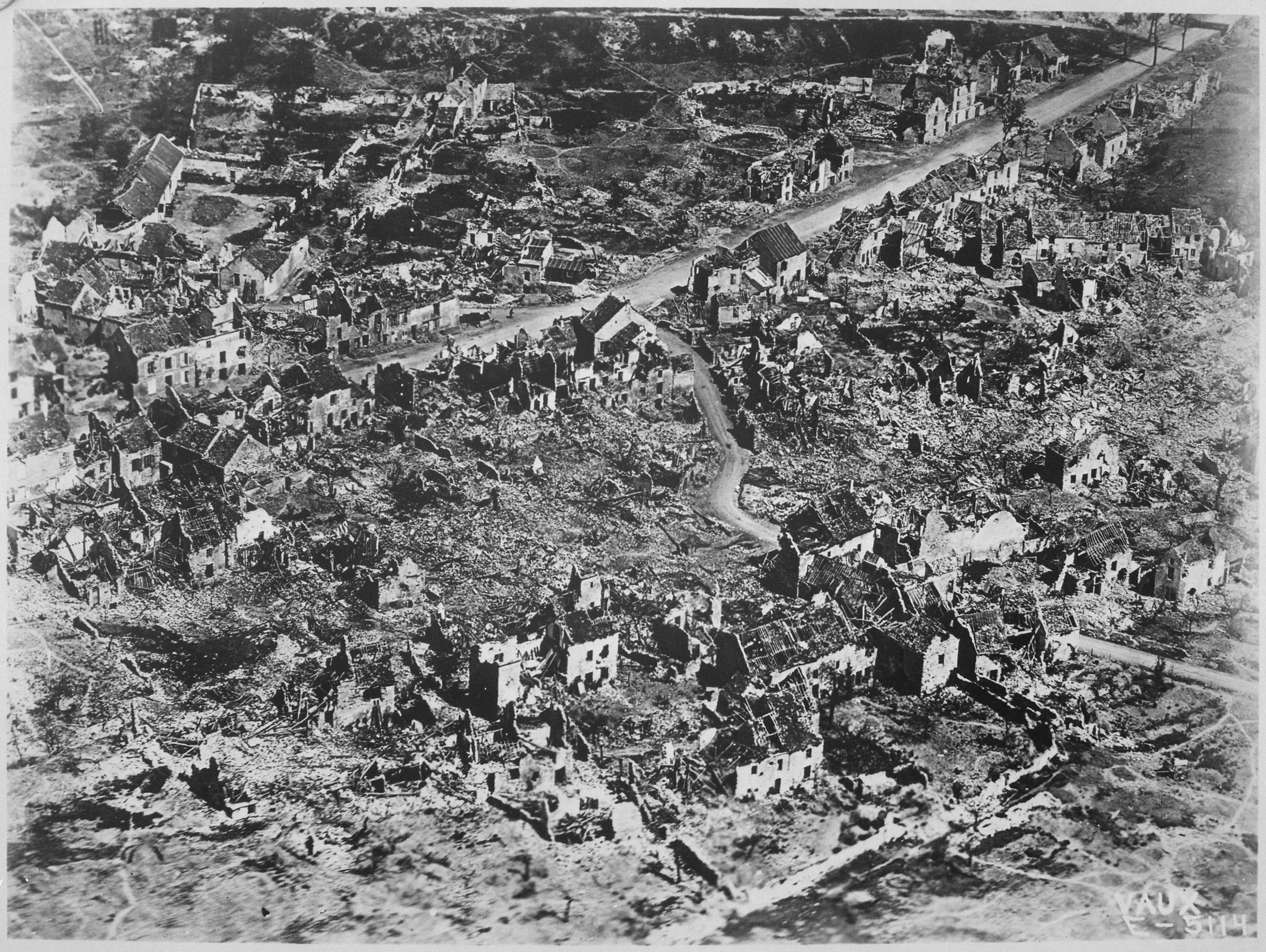
Luftaufnahme der zerstörten Stadt Vaux 1918
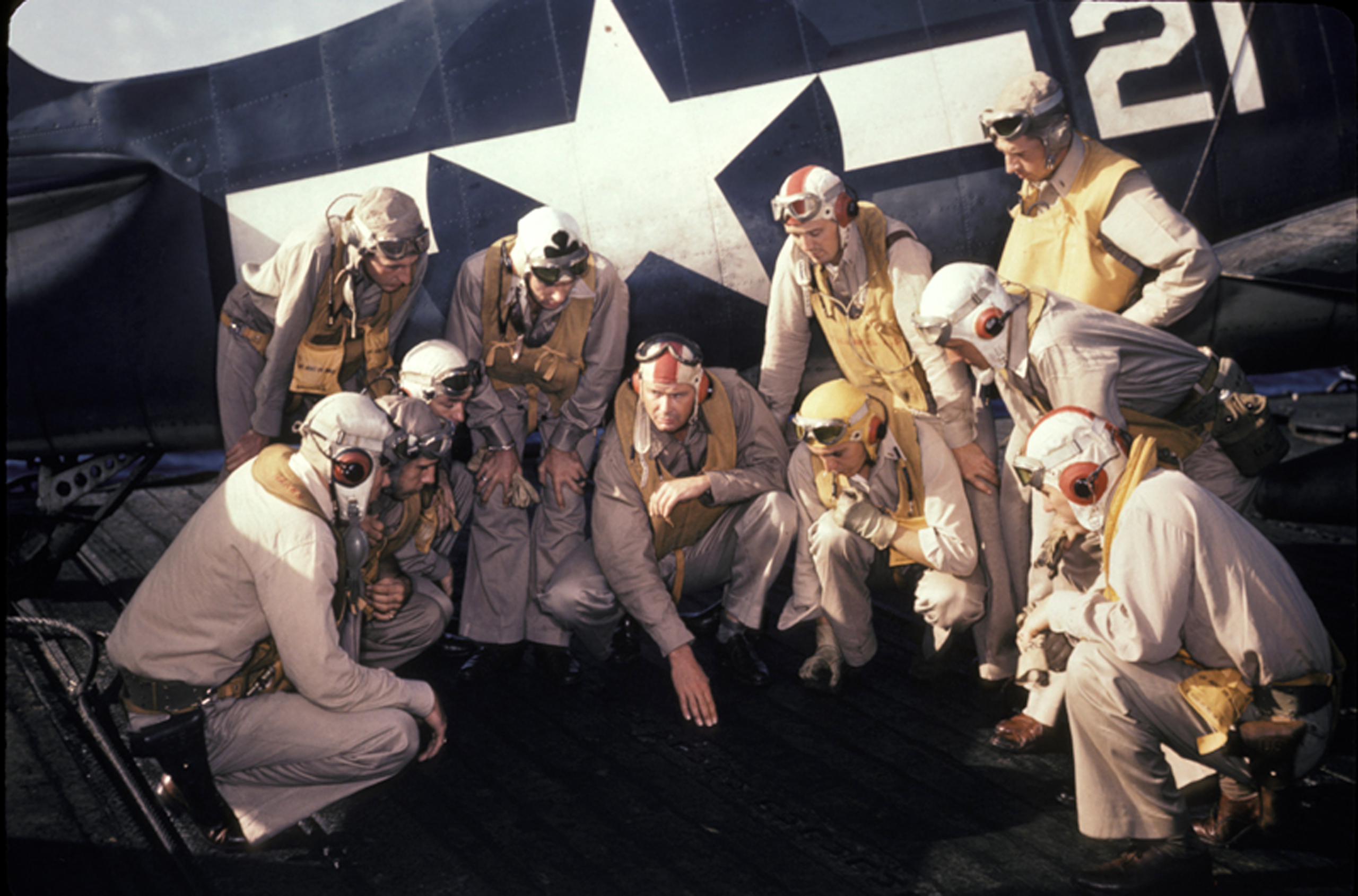
Pilotenbesprechung auf der USS Lexington Oktober 1943
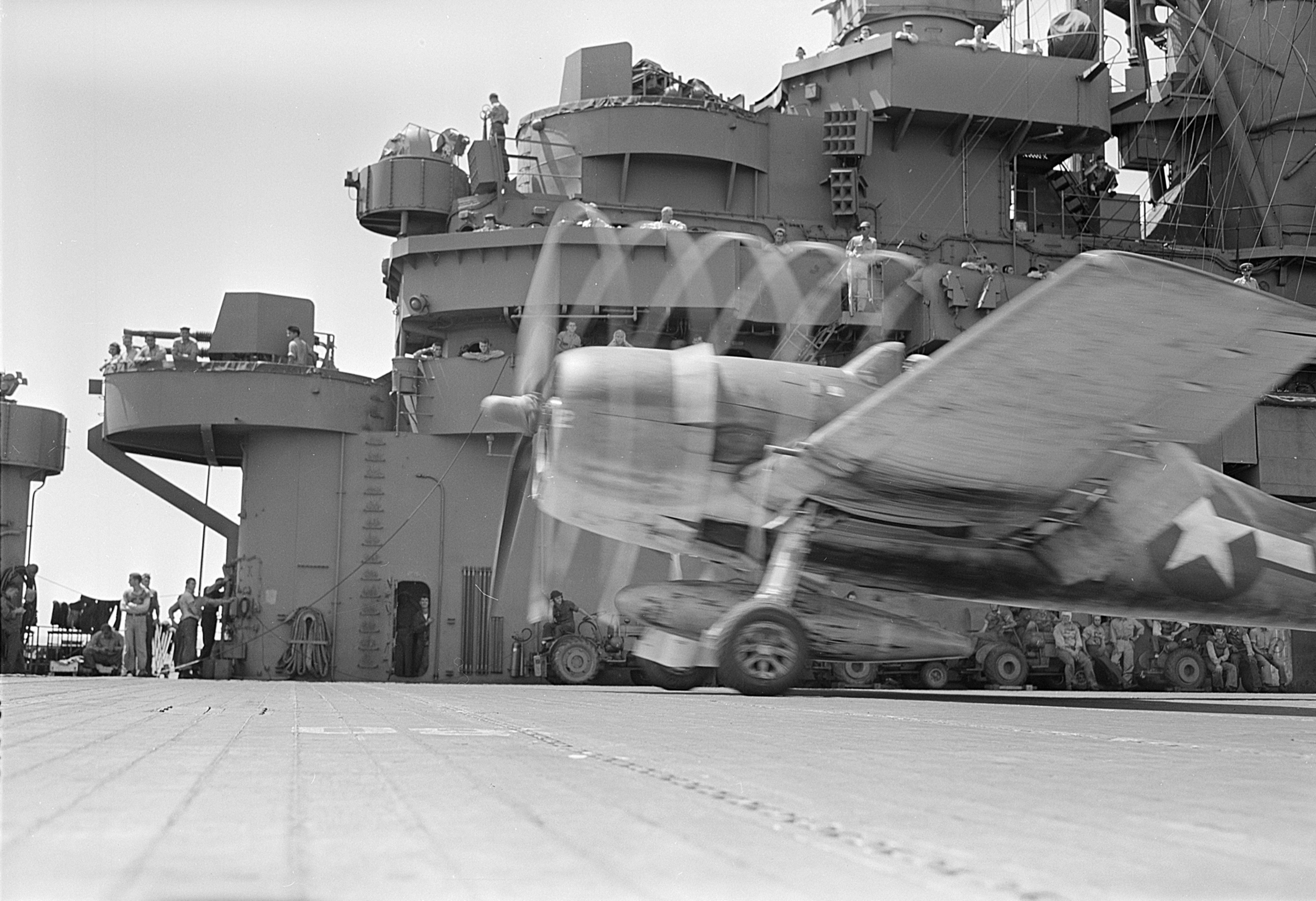
Start eines Kampfflugzeuges November 1943
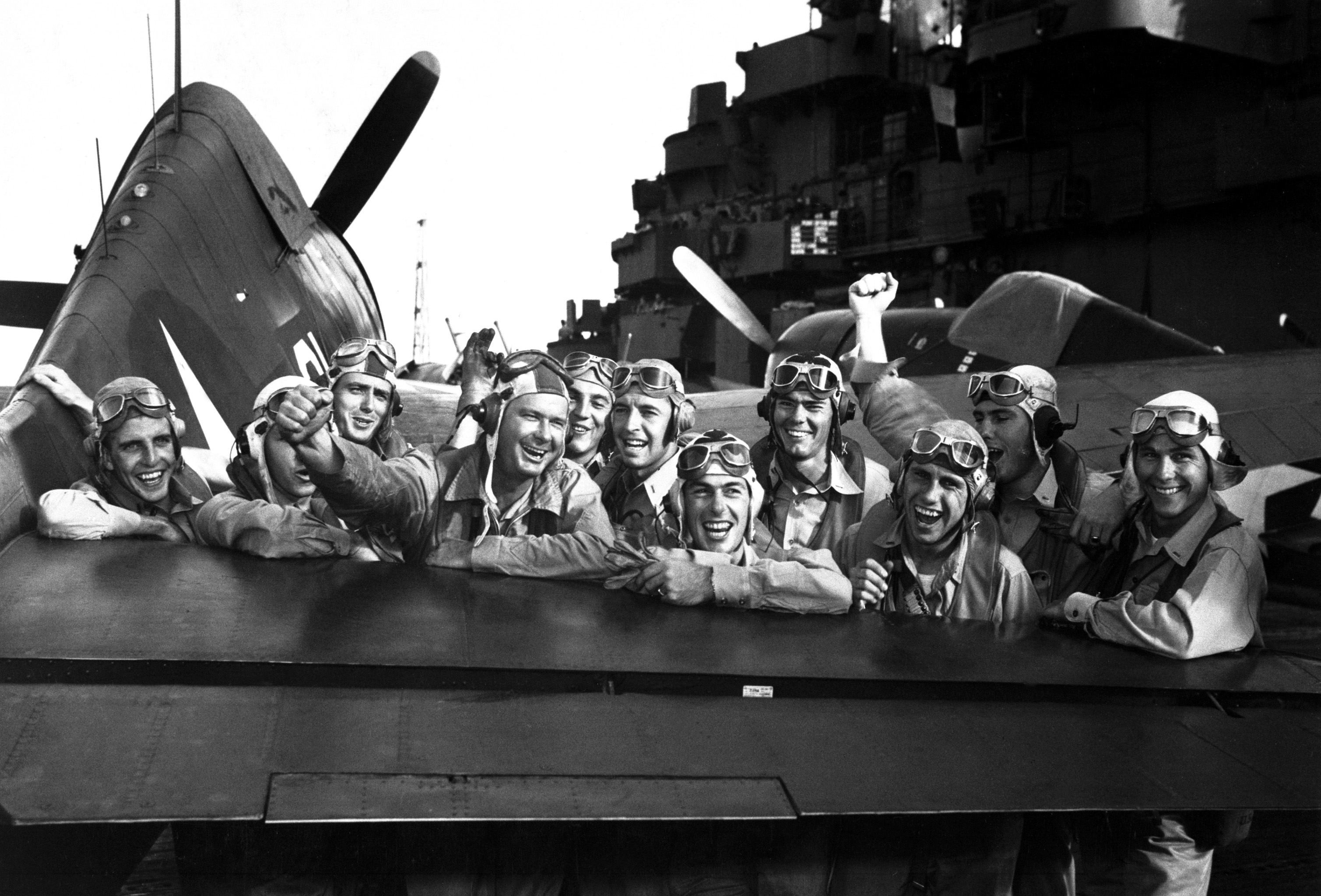
Nach Abschuss von 17 japanischen Flugzeugen November 1943
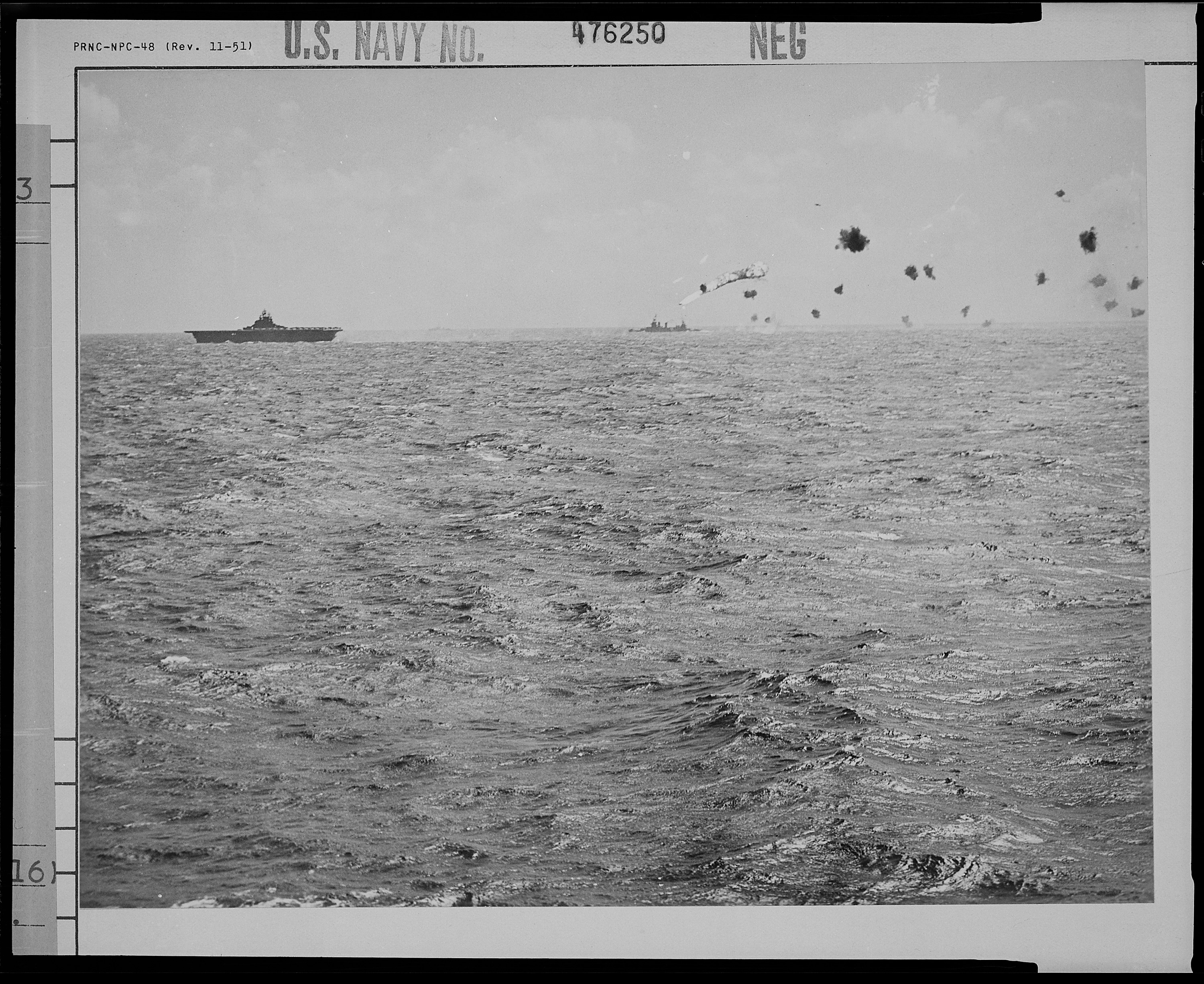
Abgeschossener japanischer Bomber 4. Dezember 1943

## Archive und Ausstellungen

### Archiv
- 1964: Edward Steichen Photography Center, Museum of Modern Art, New York
- George Eastman Museum, Rochester, New York

### Ausstellungen
- Edward Steichen: Lives in Photography/Ein Leben für die Fotografie. Retrospektive
  - Galerie nationale du Jeu de Paume, Paris, 2007.
  - Musée de l’Elysée in Lausanne, vom 18. Januar bis 24. März 2008.
- In High Fashion, 1923–1937. Erstmalige umfassende Ausstellung der Originalabzüge von Steichens Arbeit für die Mode- und die Glamourindustrie
  - Kunsthaus Zürich, vom 11. Januar bis 30. März 2008.
  - Kunstmuseum Wolfsburg, vom 11. Oktober 2008 bis 4. Januar 2009.
- Stieglitz, Steichen, Strand. Metropolitan Museum of Art in New York City, vom 10. November 2010 bis 10. April 2011.[29]
- New York Photography. Von Stieglitz bis Man Ray. Bucerius Kunst Forum, Hamburg, vom 17. Mai bis 2. September 2012.

### Dauerausstellungen
- Tunnel der Banque et Caisse d’Epargne de l’Etat, Luxemburg (360°-Panorama)
- The Family of Man, Centre National de l’Audiovisuelle, Clervaux, Luxemburg (1994)
- The Bitter Years, Dudelange, Luxemburg (2012)
- Salle Steichen, Musée National d’Histoire et d’Art, Luxemburg-Stadt (2015)

## Versteigerungen seiner Arbeiten
Am 14. Februar 2006 wurde eine von insgesamt drei existierenden Vergrößerungen von Edward Steichens Foto The Pond – Moonlight („Der Teich – Mondlicht“, 1904) bei Sotheby’s, New York City für 2,928 Millionen Dollar (2,46 Millionen Euro) versteigert. Dies war der bis dahin höchste Auktionspreis für eine Fotografie – bis zum März 2007, als ein unbekannter Bieter 3,3 Millionen Dollar für das Werk 99 cent II, Diptych von Andreas Gursky bezahlte.

## Filme
- 1966: „This is Edward Steichen“, CBS, Skript Jane Kramer
- 1995: „Edward J. Steichen“, Dokumentarfilm, Claude Waringo